# التدخل العسكري في اليمن
التدخل العسكري في اليمن أو العمليات العسكرية ضد حركة الحوثيين هي عمليات عسكرية في اليمن من ائتلاف مكوّن من عدة دول عربية ويشار إليه باسم «التحالف العربي في اليمن بقيادة السعودية»، بدأ تنفيذ ضربات جوية على الحوثيين في 25 مارس 2015،  تحت مسمى (عملية عاصفة الحزم). وقد بدأت العمليات استجابة لطلب من رئيس الجمهورية اليمنية عبد ربه منصور هادي بسبب هجوم الحوثيين على العاصمة المؤقتة عدن. التي انتقل إليها الرئيس هادي،  ومن ثم غادر البلاد إلى السعودية، وتستهدف غارات التحالف الحوثيين والقوات الموالية للرئيس السابق علي عبد الله صالح، الذي أطيح به في عام 2011 في ثورة الشباب اليمنية. ولكنه تحالف لاحقاً مع الحوثيين.
وتشارك في العمليات طائرات مقاتله من مصر والمغرب والأردن والسودان حتي 2019 والإمارات العربية المتحدة والكويت وقطر (استبعدت من التحالف في يونيو 2017) والبحرين، وفتحت الصومال مجالها الجوي والمياه الإقليمية والقواعد العسكرية للائتلاف لاستخدامها في العمليات. وقدمت الولايات المتحدة الدعم اللوجستي للعمليات. وتسارعت أيضاً لبيع الأسلحة لدول التحالف. ونشرت الولايات المتحدة وبريطانيا أفراد عسكريين في مركز القيادة والسيطرة المسؤول عن الضربات الجوية بقيادة السعودية في اليمن،  ودعت السعودية باكستان للانضمام إلى التحالف لكن البرلمان الباكستاني صوت للحفاظ على الحياد. ووفرت باكستان سفن حربية لمساعدة التحالف في فرض حظر على الأسلحة من الوصول للحوثيون. تطبيقا لقرار 2216 الصادر عن مجلس الأمن الدولي بتاريخ 14 أبريل 2015 والذي قرر أن على جميع الدول الأعضاء اتخاذ التدابير اللازمة فورا لمنع توريد الأسلحة للحوثيين. وعلى الرغم من ذلك واصلت الحكومة اليمنية توجيه الاتهامات لإيران بخرق الحظر وتهريب الأسلحة للحوثيين.
لقي التدخل العسكري انتقادات واسعة، التي وصلت إلى مستوى من «كارثة أو مأساة إنسانية». قال منسق الشؤون الإنسانية للأمم المتحدة لليمن، إن الغارات الجوية التي تشنها قوات التحالف على مدينة صعدة تشكل خرقاً للقانون الدولي الإنساني، وذلك بعد أن أعلن التحالف الذي تقوده السعودية صعدةهدفاً عسكرياً بأكملها، حيث ادعى ان الحوثيون جعلوا النساء و الاطفال و المدنيين دروع لهم  في 1 يوليو أعلنت الأمم المتحدة أن مستوى الطوارئ في اليمن بلغ المستوى الثالث، وهو المستوى الأعلى وذلك لمدة ستة أشهر. وقالت المفوضية السامية للأمم المتحدة لحقوق الإنسان في تقرير لها صدر في سبتمبر أنه ما يقرب من ثلثي المدنيين الذين قتلوا في الصراع اليمني منذ 26 مارس لقوا حتفهم نتيجة للغارات الجوية وذلك بحلول نهاية يونيو 2015. في 24 أغسطس، قال ممثل الأمم المتحدة الخاص للأمين العام المعني بالأطفال والنزاعات المسلحة، أن 73٪ من مئات الأطفال الذين قتلوا في اليمن منذ تصاعد القتال في أواخر مارس 2015 كانوا ضحايا الغارات الجوية،  كما تعرض الحوثيون لانتقادات واسعة نتيجة الدمار الذي لحق في المحافظات الجنوبية ومدينة عدن تحديدا التي تعرضت لعمليات تدمير واسعة.
اتهمت هيومن رايتس ووتش ميليشيا الحوثي مراراً بقتل المدنيين وتدمير المراكز الصحية والبنى التحتية،  وانتقدت مجلس الأمن التابع للأمم المتحدة مراراً لسكوته «على انتهاكات ميليشيا الحوثي». كما اتهمت المنظمة ذاتها قوات موالية للحوثيين باطلاق قذائف الهاون والصواريخ العشوائية بشكل متكرر على مناطق مأهولة في مدينة عدن الساحلية الجنوبية، في انتهاك لقوانين الحرب. في أكثر الهجمات دموية، حيث قتلت نيران الهاون في منطقة دار سعد في 19 يوليو/تموز ما لا يقل عن عشرات من المدنيين بينهم أطفال.
في 21 أبريل 2015، أعلنت السعودية انتهاء عملية عاصفة الحزم،  وتحقيق أهدافها، بعد تدمير الأسلحة الثقيلة والصواريخ البالستية التي تشكل تهديداً لأمن السعودية والدول المجاورة. وفي الواقع لم يتمكن التحالف حينها من تدمير قوة المتمردين الحوثيين. أو وقف تقدمهم من التقدم نحو المحافظات الجنوبية لليمن، أو ايقافهم من شن هجمات على الحدود اليمنية السعودية. وكان حينها لا يزال الرئيس اليمني عبد ربه منصور هادي في السعودية مع حكومته.
وأعلنت السعودية التحرك نحو استئناف العملية السياسية، وتيسير إجلاء الرعايا الأجانب وتكثيف المساعدة الإغاثية والطبية للمتضررين وإفساح المجال للجهود الدولية لتقديم المساعدات الإنسانية. في عملية أطلق عليها اسم (عملية إعادة الأمل). ومع ذلك، فإن التحالف سيستمر في حماية المدنيين ووقف تحركات الحوثيين، وأستمرت الضربات الجوية والحصار البحري،  وقصف التحالف مطار صنعاء الدولي ما أدى لتدمير المدرج الرئيسي. وقال ناطق التحالف العربي حينها أحمد عسيري أنه تم قصف المدرج لمنع هبوط طائرة إيرانية في المطار، مشيرا إلى أن التحالف سيساعد في إصلاح المدرج في حال أنهى الحوثيون سيطرتهم على المطار. وفي أكتوبر 2015 ذكرت وسائل إعلام يمنية تتبع الحكومة الشرعية، أن الحكومة اليمنية قطعت علاقاتها الدبلوماسية مع إيران، بعد أيام قليلة على كلمة للرئيس اليمني السابق عبد ربه منصور هادي أمام الجمعية العمومية للأمم المتحدة اتهم فيها إيران بالسعي إلى تدمير بلاده.
بدأت قوات التحالف منذ 14 يوليو بعملية برية في عدن أطلق عليها اسم «عملية السهم الذهبي»، حيث شاركت قوات يمنية تدربت في السعودية في القتال الميداني، بغطاء بحري وجوي من التحالف، ودخلت القوات عن طريق البحر مدعومة بمئات العربات المدرعة والدبابات التي قدمتها السعودية والإمارات العربية المتحدة، وكان النصر و انكشف الغطاءُ  واستطاعت إخراج الحوثيين من عدن وأجزاء واسعة من المحافظات الجنوبية لحج والضالع وشبوة وأبين. وتوقفت تلك القوات في حدود محافظة تعز ومحافظة البيضاء، وتقدمت قوات أخرى قادمة من السعودية في شمال اليمن واستعادت السيطرة على أجزاء واسعة من محافظتي مأرب والجوف ، بالمعنى الحرفي انتصار ساحق ماحق لقوات التحالف .
في 19 أغسطس حذرت منظمة الأغذية والزراعة التابعة للأمم المتحدة من «تفاقم المجاعة» في اليمن، حيث يعاني أكثر من 500,000 طفل من سوء التغذية الحاد، وكان مبعوث الأمم المتحدة إلى اليمن إسماعيل ولد الشيخ أحمد قد صرح بأن «اليمن على بعد خطوة واحدة من المجاعة»، وأظهرت دراسة لبرنامج الأغذية العالمي أن ما يقرب من 13 مليون شخص يواجهون انعدام الأمن الغذائي الشديد، بينهم 6 ملايين يواجهون «حالة طوارئ»، إذ يعجزون عن تدبير قوتهم اليومي ويعانون من معدلات سوء تغذية بالغة الارتفاع ومتفاقمة، وأن الأمن الغذائي بلغ درجة الخطورة لدى 1.3 مليون يمني نازح داخلياً.
بلغ عدد ضحايا النزاع في اليمن حتى 29 سبتمبر 2015 5248 قتيل، و26191 مصاب، و1,439,118 نازح داخلياً، و250,000 نازح خارج اليمن. بحسب مكتب الأمم المتحدة لتنسيق الشؤون الإنسانية. وكان بين القتلى أكثر من 2000 مدني أثناء النزاع، بينهم 400 طفلاً.
بحلول 14 أكتوبر بلغ عدد النازحين داخل اليمن 2,305,048 نازح بحسب منظمة الهجرة الدولية. يضاف إليهم 40 ألف نازح على الأقل، تسبب بنزوحهم «إعصار تشابالا» في مطلع نوفمبر في أرخبيل سقطرى وحضرموت وشبوة، ويذكر أن سقطرى وحضرموت والمهرة[ ؟ ] هي المناطق الوحيدة في اليمن التي لم تصلها نيران الحرب الأهلية، بالإضافة إلى أجزاء من شبوة.
استطاع تنظيم القاعدة التوسع في محافظات لحج وأبين وشبوة وأجزاء من عدن مستغلاً الانفلات الأمني نتيجة المواجهات التي شهدتها هذه المناطق بعد اجتياح الحوثيين لها. وفي 18 فبراير 2016 بدأت قوات التحالف بشن غارات جوية على مواقع سيطر عليها التنظيم في محافظة أبين ومحافظة لحج ومحافظة شبوة ومحافظة حضرموت.
في 9 مارس 2016 أُعلنت هدنة على الحدود اليمنية السعودية، بعد تبادل للأسرى حيث تسلمت السعودية عريف سعودي مقابل سبعة أسرى يمنيين.

## خلفية

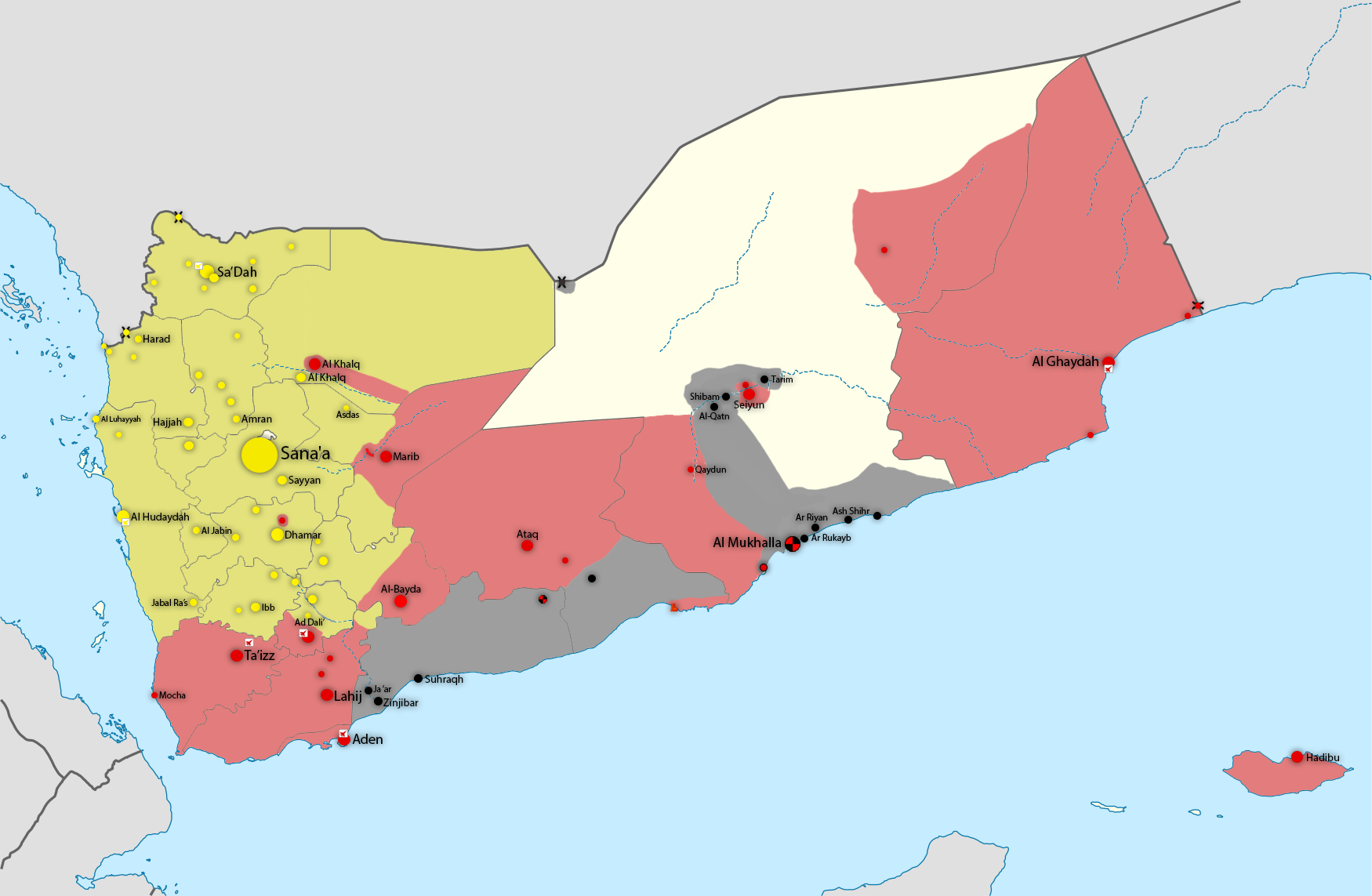
خريطة تقريبية لانقلاب الحوثيين (18 يناير 2015)
سيطرة المواليين للرئيس عبد ربه منصور هادي
تحت سيطرة الحوثيون والجيش المؤيد لصالح
سيطرة جزئية لأنصار الشريعة والقاعدة
مناطق مهجورة

فاز عبد ربه منصور هادي دون منافس في الانتخابات الرئاسية اليمنية 2012. بعد اتفاق سياسي وفقاً للمبادرة الخليجية وأعطي فيها علي عبد الله صالح حصانة من الملاحقة القضائية. وبدأ بعملية هيكلية للجيش اليمني لإعادة ترتيبه وخاصة بعد انقسامه في ثورة الشباب اليمنية،  وشرع بإقالة العديد من القادة العسكريين المرتبطين بعلي عبد الله صالح ونجله أحمد،  لكن الموالين لصالح لجئوا للعنف،  فشرع صالح لإقامة علاقات وثيقة مع أعدائه القدامى «الحوثيين»، مستغلاً تنامي قوتهم للقيام بهجمات مشتركة ضد القوات العسكرية الموالية للرئيس الجديد عبد ربه منصور هادي.
ومن خلال سلسلة تظاهرات للحوثيون في عامي 2014 و2015 قام الحوثيون بانقلاب على الرئيس هادي،  وسيطروا على صنعاء في 21 سبتمبر،  وساعدت القوات المرتبطة بعلي عبد الله صالح بمساعدة الحوثيون في العمليات العسكرية والتوسع في المحافظات،  وفي ليلة اقتحام صنعاء تم التوقيع على اتفاقية سياسية عرفت باتفاق السلم والشراكة الوطنية بين حكومة هادي والحوثيين، وتمت صياغة الاتفاق بهدف وضع الخطوط العريضة لاتفاق لتقاسم السلطة في الحكومة الجديدة، وأستغل الحوثيون الاتفاقية لتوسيع سيطرتهم على العاصمة صنعاء.
وفي 19 يناير 2015 هاجم الحوثيون منزل الرئيس هادي، وحاصروا القصر الجمهوري الذي يقيم فيه رئيس الوزراء،  واقتحموا معسكرات للجيش ومجمع دار الرئاسة، ومعسكرات الصواريخ. وفرض الحوثيون على هادي ورئيس الوزراء وأغلب وزراء الحكومة إقامة جبرية،  وقام الحوثيون بتعيين محافظين عن طريق المؤتمر الشعبي العام في المجالس المحلية، واقتحموا مقرات وسائل الإعلام الحكومية وسخروها لنشر الترويج ودعايات ضد خصومهم، واقتحموا مقرات شركات نفطية وغيروا طاقم الإدارة وعينوا مواليين لهم، وتواردت أنباء عن ضغوطات مارسوها على الرئيس هادي نائباً للرئيس منهم.
قدم الرئيس عبد ربه منصور هادي ورئيس الوزراء خالد بحاح استقالاتهم في 22 يناير، ولم يعقد البرلمان جلسة لقبول الاستقالة أو رفضها حسب ما ينص عليه الدستور،  وأعلن الحوثيون بيان الإعلان الدستوري في 6 فبراير، وقاموا بإعلان حل البرلمان،  وتمكين اللجنة الثورية بقيادة محمد علي الحوثي لقيادة البلاد. وبالرغم من النجاحات العسكرية والتحالف مع حزب المؤتمر الشعبي العام، إلا أن الانقلاب واجه معارضة داخلية ودولية واسعة. وظل الرئيس المستقيل هادي ورئيس الوزراء قيد الإقامة الجبرية التي فرضها مسلحون حوثيون منذ استقالته، واستطاع هادي الفرار من الإقامة الجبرية، وأتجه إلى عدن في 21 فبراير،  ومنها تراجع هادي عن استقالته في رسالة وجهها للبرلمان، وأعلن أن انقلاب الحوثيين غير شرعي. وقال «أن جميع القرارات التي أتخذت من 21 سبتمبر باطلة ولا شرعية لها»، وهو تاريخ احتلال صنعاء من قبل ميليشيات الحوثيين. وقرر مجلس الأمن الدولي ووزارة الخزانة الأمريكية عقوبات ضد علي عبد الله صالح وكبار قادة الحوثيين. أصدر مجلس الأمن القرار 2051 يهدد فيه بعقوبات على من يقوضون المرحلة الانتقالية. ووجهت لصالح اتهامات من الأمم المتحدة وعدد من السفارات الغربية بمحاولة عرقلة الفترة الانتقالية هو وأبنائه وأقاربه.
وبعد معركة مطار عدن التي اندلعت في 19 مارس،  بدأ الحوثيون حرباً أهلية بدعم من بعض القادة العسكريين للسيطرة على محافظات الجنوب ومعقل الرئيس هادي، وسقطت مدينة تعز ثالث أكبر مدن اليمن دون مقاومة تذكر، وفي 25 مارس سيطرت قوات موالية لعلي عبد الله صالح على مطار عدن الدولي وغادر هادي البلاد بعد قصف مقر إقامته بطائرة حربية، وخلال الحرب الأهلية اليمنية (2015)، بدأت المملكة العربية السعودية بحشد قواتها العسكرية على حدود اليمن في أواخر مارس 2015. ورداً على ذلك، تباهى أحد قادة الحوثيين بأن قواته سترد على السعودية إذا تدخلت في اليمن بهجوم مضاد لن يتوقف حتى السيطرة على الرياض.
بعد هروب هادي من صنعاء إلى عدن، قام في 24 مارس 2015 بتقديم رسالة إلى مجلس الأمن، طالباً منها السماح «بالدول الراغبة بتقديم المساندة الفورية بكافة الوسائل لحماية السلطة الشرعية، وحماية اليمن وردع العدوان الحوثي». هادي لم يكن يعلم بعاصفة الحزم التي تقودها السعودية وصرح بهذا في لقاء مع قناة ابوظبي لاحقاً. في 25 مارس أعلن من واشنطن سفير الولايات المتحدة عادل الجبير عن بدء الضربات الجوية ضد المتمردين الحوثيين، وأوضح في خطابة أن هناك دعم أمريكي عسكري ولوجستي. وفي 26 مارس، ذكرت قناة الاخبارية السعودية أن الرئيس هادي وصل إلى الرياض وكان في استقباله وزير الدفاع محمد بن سلمان بن عبد العزيز آل سعود. وغادر هادي إلى مصر لحضور قمة جامعة الدول العربية في شرم الشيخ في 28-29 مارس، وكرر الرئيس هادي مجدداً دعواته للتدخل الدولي لصد انقلاب الحوثيون.

## المستهدفون

### جيش صالح
استقال علي عبد الله صالح بعد 33 عاماً من التفرد بالسلطة في اليمن، وذلك على أثر ثورة الشباب اليمنية خلال الربيع العربي،  ولكن نفوذه السياسي لا يزال مستمراً على القادة السياسيين والعسكريين،  وبعد ثلاث سنوات من استقالته لا يزال جزء كبير من الجيش موالي له. خاصة تلك الألوية التي كانت تعرف بالحرس الجمهوري اليمني، الذي يحارب حالياً جنبا إلى جنب مع الحوثيين. التي كان يقودها نجل صالح أحمد علي الذي كان يعتزم صالح توريثه السلطة وتهيئته لرئاسة الجمهورية. وقدر نفوذ صالح على الجيش بحوالي 70% من الجيش اليمني. ويعتبر صالح اللاعب الأهم في الصراع على السلطة بين الحوثيين وحكومة الرئيس هادي، باعتباره من الحلفاء الرئيسيين للحوثيين وأحد أهم القوى الدافعة في الصراع. وأتهمت الأمم المتحدة صالح بإثارة الفوضى في اليمن وفرضت الأمم المتحدة عقوبات ضده.
على الرغم من أن صالح شن عدة حروب ضد الحوثيين خلال فترة رئاسته، إلا أنه الآن متهم باستخدام نفوذه العسكري وعلاقاته السياسية والقبلية لمساعدة الحوثيين على زعزعة الأمن والاستقرار. وبمساعدة تلك القوات الموالية لصالح في صنعاء، تمكن الحوثيون من السيطرة على صنعاء في هجوم سريع في سبتمبر 2014،  واستولى الحوثيين مؤخراً على صفقة سلاح أمريكية تشمل دبابات ومدافع ومركبات بقيمة 500 مليون دولار، تم تسليمها في السنوات الماضية من قبل الولايات المتحدة.
قبل أبريل 2015 رحب صالح بقرار الامم المتحدة الذي طالب الحوثيون بالانسحاب من المدن، وفرض حظراً على الاسلحة لهم. وقال صالح أنه مستعداً للمصالحة الوطنية مع خصومه. ولا يعرف ماهي الأهداف التي ينوي صالح تحقيقها من دعوته للمصالحة، مع أنه يعتبر أهم الداعمين العسكريين والسياسيين للحوثيون في حربهم ضد المناطق الجنوبية والشرقية من اليمن.
ولكن صالح نفى أي علاقة له بالجيش الذي يشارك في الحرب الأهلية، وقال ان الجيش يتلقى الأوامر من سلطة الحوثيين.

## دور القوات المسلحة
لم تدخل القوات الجوية في المعركة بسبب سيطرة مليشيا الحوثيين على القواعد العسكرية، ورفض العديد من الطيارين العمل مع عدوهم السابق، وخروج العديد من المقاتلات عن الجاهزية بسبب عدم الصيانة، وبقيت جميع مقاتلات القوات الجوية على الأرض أثناء بدء العمليات العسكرية ضد الحوثيين التي أستهدفت في الدرجة الأولى مطارات وقواعد القوات الجوية والدفاع الجوي.
في خلال الضربات الجوية في مارس 2015 لم تستهدف الغارات الأصول القتالية الرئيسية للقوات الجوية، واقتصرت على هجمات محدودة على المدرجات وهياكل المطار الثانوية والخدمات اللوجستية، وظلت الطائرات المقاتلة واقفة في العراء، وليس من الواضح هل قرر التحالف بقيادة السعودية تجنيب الطائرات العسكرية ومن ثم تغير هذا القرار، أم أن الضربات الأولية فشلت في تدمير الطائرات العسكرية التي تضررت خلال ضربات لاحقة. وذكرت مصادر أخرى أن الضربات الأولى استهدفت عدداً من سوخوي سو-17 وإف 5.
ولم تتمكن وحدات «الدفاع الجوي» من التصدي لأي من الطائرات المقاتلة لدول التحالف، إلا أنها تطلق باستمرار وبشكل متواصل محاولة التصدي للمقاتلات أو التشويش عليها، وتستخدم وحدات الدفاع الجوي مدفع 23 مم ثنائي في مختلف المدن والمحافظات اليمنية، الذي يبلغ مداه حتى 2.5 كيلومتر، في حين تستطيع المقاتلات الحديثة التحليق على علو أكثر من ذلك بكثير.
في 7 مايو، قال الحوثيين إنهم أسقطوا طائرة هليكوبتر أباتشي على الحدود اليمنية السعودية. وأكدت السعودية سقوط الطائرة إلا أنها قالت إن ذلك يعود لخلل فني أصابها.
في حين تتعرض القوات البرية ممثلة بوحدات الحرس الجمهوري (سابقاً) وقوات الأمن الخاصة والقوات البرية لغارات جوية بين الحين والآخر من قبل التحالف العربي سواء في معسكراتها ومواقعها العسكرية أو عند محاولتها التحرك جنباً إلى جنب مع الحوثيين للقتال في عدن والضالع وشبوة ومحافظات جنوب اليمن بالإضافة إلى مأرب[ ؟ ] وتعز، وللمشاركة في قتال الوحدات العسكرية المؤيدة للرئيس هادي وللسيطرة على تلك المحافظات والمدن اليمنية خلال الحرب الأهلية اليمنية.
وتشارك بعض الوحدات العسكرية للحرس الجمهوري وقوات حرس الحدود القتال مع الحوثيين في الاشتباكات الحدودية اليمنية السعودية ومحاولات استهداف المواقع العسكرية في منطقتي نجران وجيزان على الحدود اليمنية السعودية.

## الخط الزمني

أماكن سيطرة وانتشار الحوثيين في اليمن 2014-2015

لتفاصيل أكثر عن الأحداث الميدانية للتدخل العسكري في اليمن طالع مقالة: الخط الزمني للتدخل العسكري في اليمن.
أعلنت السعودية عن انطلاق عملية عاصفة الحزم 
من قبلها بالإضافة لدول مجلس التعاون الخليجي وهي الإمارات العربية المتحدة والبحرين  وقطر والكويت عدى سلطنة عمان. وبمشاركة كل من الأردن ومصر والمغرب والسودان  وباكستان.
تشارك المملكة العربية السعودية ب100 طائرة حربية و150,000 جندي في العمليات العسكرية في اليمن، وتشارك طائرات حربية من مصر والمغرب والأردن والسودان والكويت والإمارات العربية المتحدة وقطر والبحرين في العمليات، حيث تشارك الإمارات العربية المتحدة ب 30 طائرة مقاتلة، والكويت ب15 طائرة، والبحرين ب15 طائرة وقطر بعشر طائرات وتشارك الأردن والمغرب بستة لكل منهما، وأيضاً تشارك السودان بأربع طائرات.
أعلنت قوات التحالف التي تقودها السعودية أن المجال الجوي اليمني منطقة محظورة،  وبدأت الضربات الجوية في 26 مارس في جميع أنحاء اليمن مستهدفة جميع معسكرات الجيش ومخازنه ومواقعه، ومعسكرات ألوية الصواريخ،  وبدأت منذ أبريل بإمداد المقاومة في عدن وتعز بالسلاح عبر الإنزال المظلي،  وفي 20 أبريل، أدت غارة جوية في جبل فج عطان بصنعاء لمقتل 90 شخصاً.
أعلنت وزارة الدفاع السعودية انتهاء عملية عاصفة الحزم في 21 أبريل بعد القضاء على الأسلحة البالستية والثقيلة التي تشكل تهديداً لأمن السعودية. وأعلنت بدء مرحلة جديدة تحت مسمى عملية إعادة الأمل. وكان الملك سلمان قد أمر الحرس الوطني السعودي للانضمام إلى عمليات عاصفة الحزم في اليمن. وفي خطاب متلفز للرئيس عبد ربه منصور هادي قال أن الضربات الجوية تم إيقافها بناءاً على طلبه، شاكراً التحالف العربي لدعمهم الشرعية في اليمن. ولم تتوقف الغارات الجوية والبحرية على الرغم من إعلان انتهاء عاصفة الحزم، ورحبت إيران بإيقاف العمليات العسكرية، ووصفت ذلك بأنه «خطوة إلى الأمام» لليمن الذي مزقته الحروب.
في أوائل شهر مايو أتهمت هيومن رايتس ووتش السعودية باستخدام قنابل عنقودية محظورة عالمياً في قصف منطقة آل عمار بمحافظة صعدة،  وبدأت هدنه إنسانية في 13 مايو، لإيصال المساعدات الإنسانية.

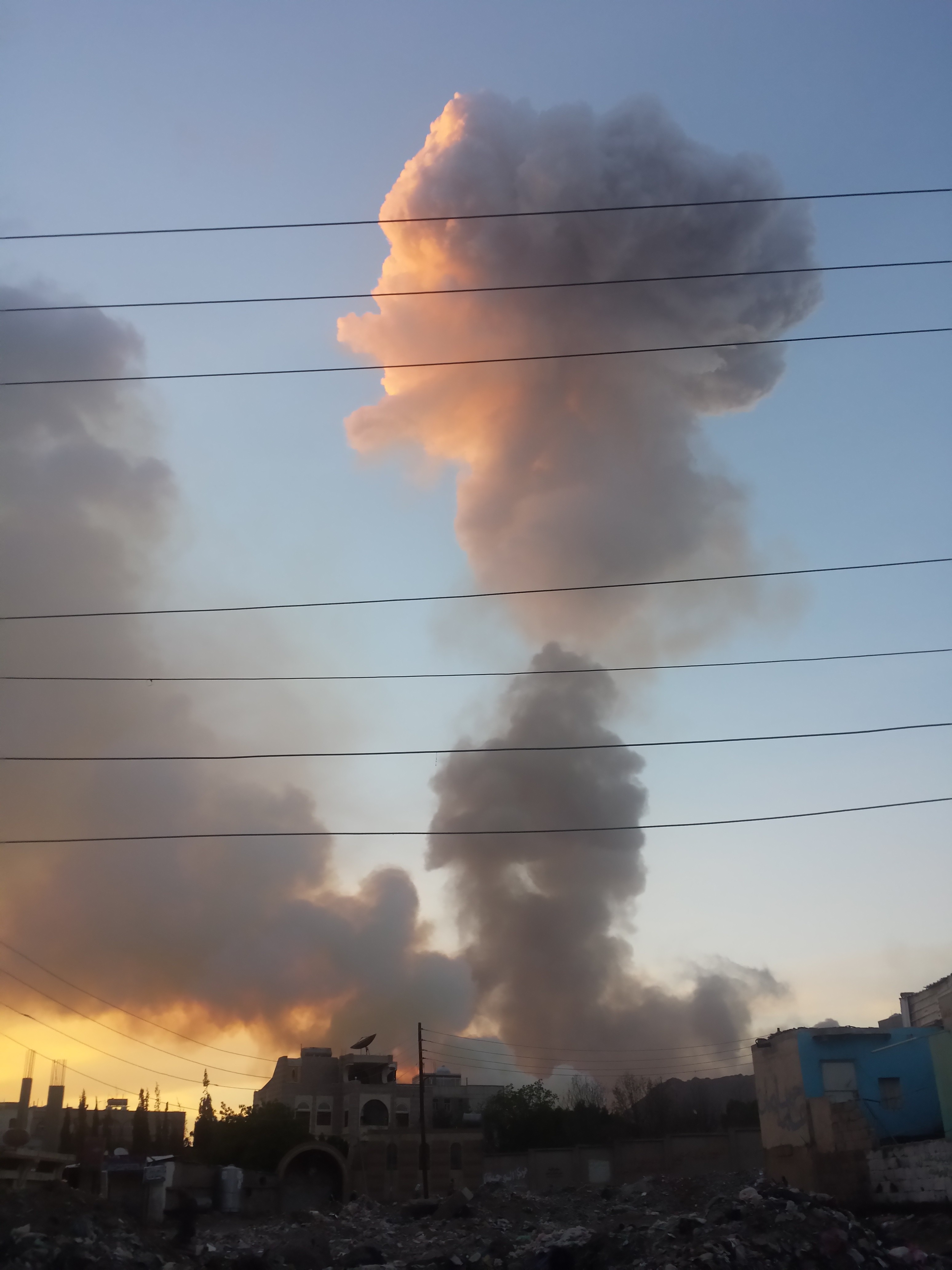
غارة جوية على مخازن الصواريخ والأسلحة في جبل نقم شرق صنعاء 11 مايو 2015.

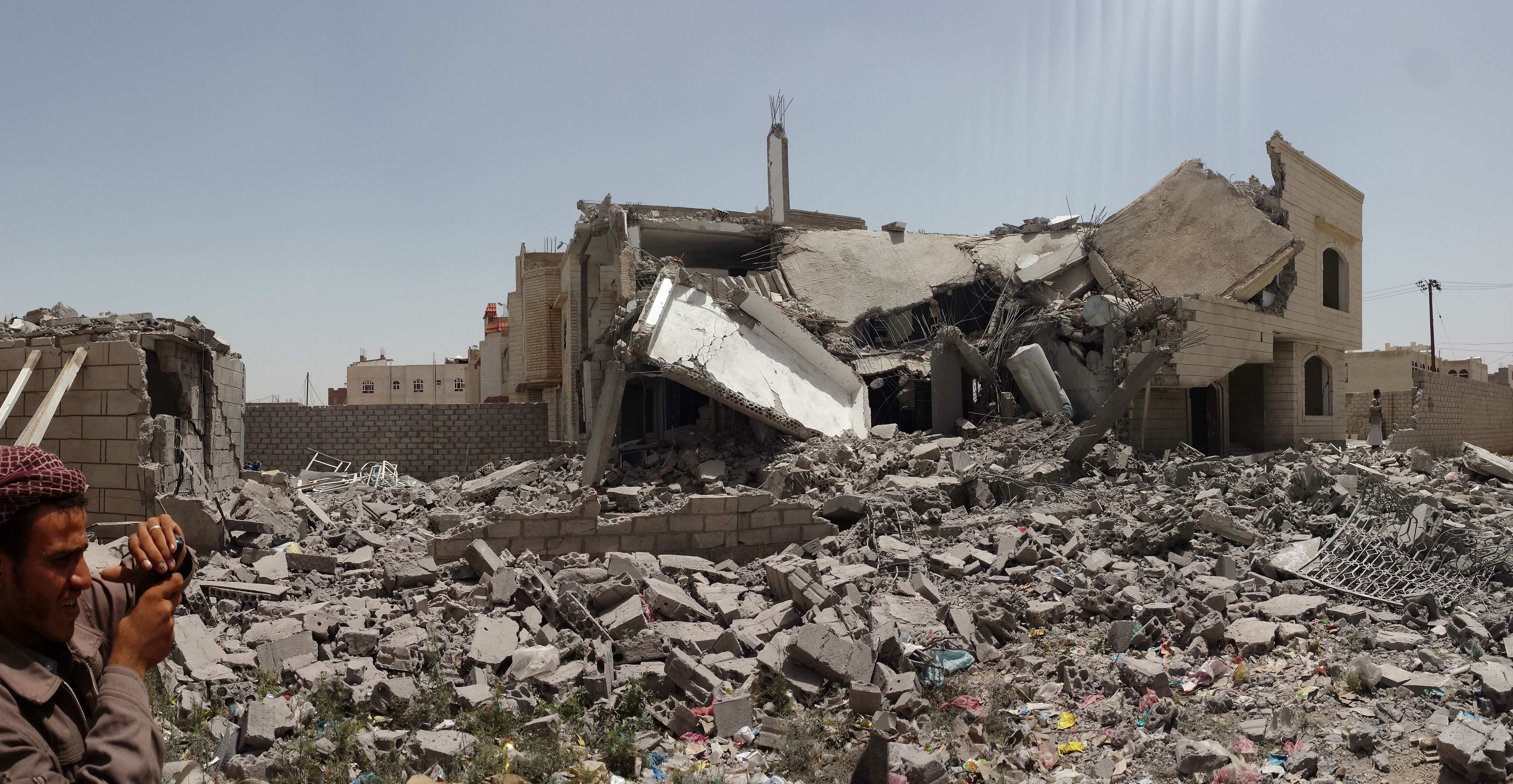
منزل مدمر جنوب صنعاء استهدفته غارة جوية في 12 يونيو.

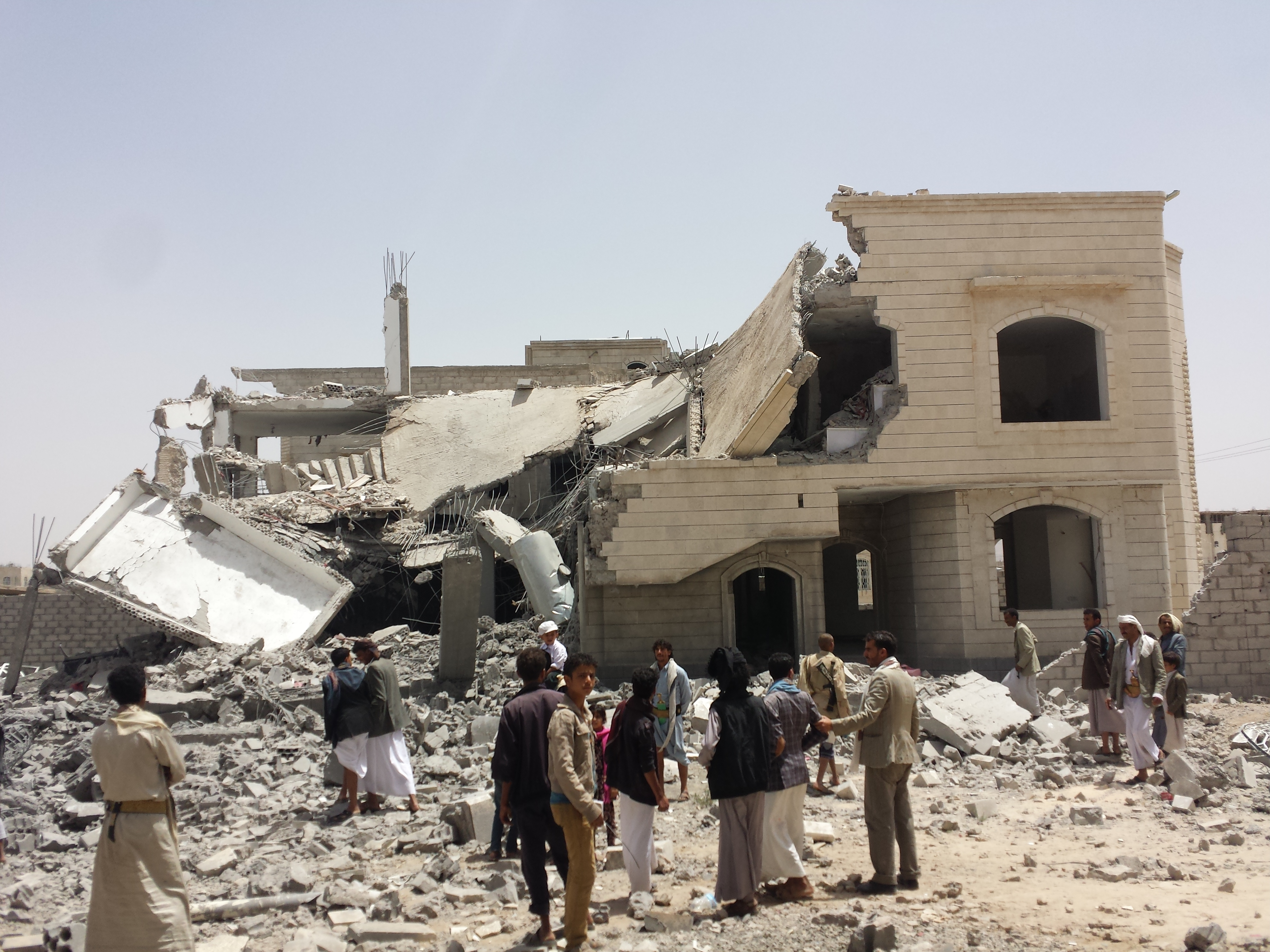
منزل مدمر نتيجة لغارات التحالف - جنوب صنعاء 12-6-2015-3

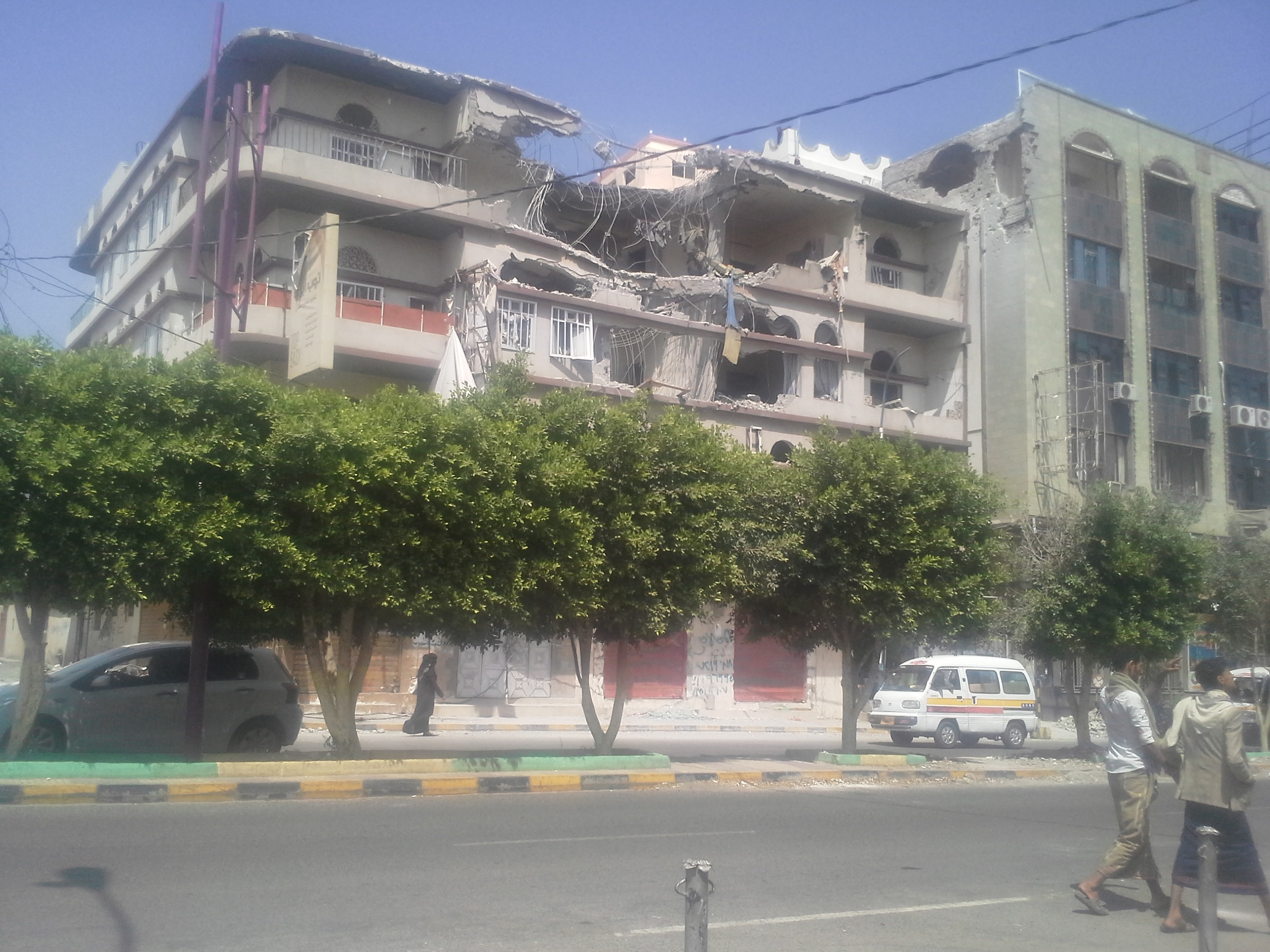
مبنى سكني دمر بغارة جوية في 5 سبتمبر في صنعاء - شارع حدة.

بدأت قوات التحالف منذ 14 يوليو 2015 بعملية برية في عدن أطلق عليها اسم «عملية السهم الذهبي»، بمشاركة جنود يمنيون وسعوديون وإماراتيون،  ودخلت تلك القوات عن طريق البحر مدعومة بمئات العربات المدرعة،  وأستولت على مدينة عدن، بدعم بالغارات الجوية للطيران،  وأتجهت تلك القوات لشت هجوماً على قاعدتين عسكريتين، في محافظة لحج وأخرى في محافظة شبوة. وأقتحمت تلك القوات قاعدة العند الجوية بمحافظة لحج بعد حصارها، وأكملت السيطرة عليها،  وأستطاعت القوات السيطرة على عدن وأجزاء واسعة من المحافظات الجنوبية لحج والضالع وشبوة وأبين. وتوقفت تلك القوات في حدود محافظة تعز ومحافظة البيضاء التي تدور فيها معارك واسعة مع الحوثيين، ودعمت السعودية قوات الجيش اليمني في محافظة مأرب التي تشهد تحشيد عسكري واسع،  بدفعات عسكرية جديدة قادمة من منفذ الوديعة الحدودية،  وتضم التعزيزات مدرعات وآليات عسكرية وأسلحة ثقيلة ومدافع، ومروحيات أباتشي[ ؟ ]. وأستهدف الحوثيون معسكراً في مأرب بصاروخ أرض أرض أسفر عن مقتل ما يقارب 100 جندي بينهم إماراتيين ويمنيين وسعوديين وبحرينيين، 
أرسلت السودان دفعتين من الجنود الجنود السودانيين إلى عدن، حيث وصلت الدفعة الأولى في 17 أكتوبر 2015،  والثانية يوم الاثنين 19 أكتوبر، ليصبح عددهم 500 جندي بعد إعلان الخرطوم استعدادها لدعم قوات التحالف بـ6 آلاف مقاتل متى ما طلب ذلك. وانضمت القوات السودانية إلى قوات سعودية وإماراتية، ويمنية للمشاركة في تأمين مدينة عدن وربما التوجه نحو محافظة تعز.
في أوائل فبراير 2016 تقدمت القوات الحكومية في منطقة فرضة نهم واستعادت السيطرة على معسكر اللواء 312 مدرع بالقرب من العاصمة صنعاء. وبدأت هدنة مساء 10 أبريل هدنة على أمل إنهاء القتال الدائر في البلاد لأكثر من عام وبدء مفاوضات مرتقبة في الكويت، من المقرر انطلاقها في 18 أبريل الجاري في الكويت. وأستمرت الاشتباكات بالرغم من اعلان الهدنة، وأشتدت الأشتباكات في منطقة نهم شرق صنعاء منذ إعلان بدء الهدنة. في 9 مارس 2016 أُعلنت هدنة على الحدود اليمنية السعودية، بعد تبادل للأسرى حيث تسلمت السعودية عريف سعودي مقابل سبعة أسرى يمنيين. وفي الأحد 27 مارس 2016 جرى تبادل للأسرى هو الثاني من نوعة مع السعودية، حيث سلم الحوثيون تسعة أسرى سعوديون مقابل الإفراج عن 109 أسير من المقاتلين الحوثيين. ودعمت قوات السعودية والإمارات استعادة المكلا من القاعدة في 24 أبريل 2016،  في أوائل شهر أكتوبر 2016 دخلت محافظة صعدة في خط المواجهات البرية لأول مرة عندما تقدمت قوات حكومية من «منفذ البقع» الحدودي مع السعودية ودخلت محافظة صعدة، وسيطرت على مطار البقع المحلي في مديرية كتاف والبقع.
في 8 أكتوبر 2016 وقع انفجار في مجلس عزاء في جنوب العاصمة صنعاء أدى إلی مقتل أكثر من 140 شخصا، وجرح 525 آخرين. وفي 20 أكتوبر بدأت الهدنة السادسة لمدة 72 ساعة في اليمن التي أعلنها المبعوث الأممي إلى اليمن إسماعيل ولد الشيخ أحمد.

## رد الحوثيين وقوات صالح

### القتال في الحدود السعودية
استهدفت مدفعية الميدان وطيران القوات البرية المتمثل في مروحيات الأباتشي أرتالا وتحركات آليات ودبابات تابعة لمسلحي الحوثي في 28 مارس وذلك في المناطق المحاذية للحدود السعودية في منطقة نجران ومنطقة جيزان.
في 25 أبريل، قالت منظمة أطباء بلا حدود أن القصف السعودي في مدينة حرض[ ؟ ] على الحدود اليمنية السعودية أسفر عن مقتل 11 وجرح أكثر من 70 آخرين.
في 26 أبريل استهدفت الطائرات الحربية السعودية مواقع الحوثيين في محافظة صعدة، في حين أطلقت المدفعية السعودية قذافها على أهداف في محافظة حجة على طول الحدود البرية مع اليمن. وأعلنت الحكومة السعودية أن وحدات الحرس الوطني وصلت نجران بالقرب من الحدود مع اليمن. وفي نفس اليوم، شن مسلحون من داخل الحدود اليمنية هجوماً بقذائف الهاون على قوات حرس الحدود في منطقة نجران، وقتل في الهجوم جندي سعودي وأصيب 2 آخرين.
في 30 أبريل قتل أحد أفراد حرس الحدود السعودي بقذائف مدافع الهاون على الحدود مع اليمن. مما رفع عد القتلى في الجانب السعودي إلى 11 قتيلاً، وفي وقت لاحق من نفس اليوم، هاجم الحوثيين على مايبدو نقطة عسكرية سعودية في منطقة نجران مما أسفر عن مقتل 3 جنود، ورفع ذلك عدد القتلى إلى 14 شخصاً.
في 5 مايو أطلق الحوثيين قذائف مورتر على مدينة نجران وعدة مناطق أخرى في منطقة جازان، وأعلنت وزارة الداخلية السعودية عن مقتل 3 أشخاص في نجران، ولم يُوضح إذا كانوا مدنيين أم عسكريين. وفي اليوم التالي 6 مايو نفذ طيران التحالف أكثر من 30 غارة جوية على محافظتي صعدة وحجة شمال اليمن  فيما قتل 7 سعوديين على الأقل في هجومين منفصلين في مدينة نجران ومنطقة جازان، ليصل بذلك اجمالي عدد القتلى المدنيين السعوديين إلى 10 على الأقل. arabic.rt.comولم يعلن الحوثيون مسؤليتهم عن الهجمات.
في 7 مايو، قال الحوثيين أنهم أسقطوا طائرة هليكوبتر أباتشي. وأكدت السعودية سقوط الطائرة إلا أنها قالت أن ذلك يعود لخلل فني أصابها.
في 8 مايو قصفت طائرات التحالف أهدافا في محافظة صعدة، وأعلنت السعودية بدء مرحلة جديدة في صعدة وجبال مران تهدف إلى حماية المواطن السعودي والمدن السعودية،  وذكرت قناة الإخبارية السعودية الرسمية أن المحافظة بأكملها سوف تصبح هدفاً عسكريا بدءاً من مساء الجمعة،  ونزحت آلاف الأسر من محافظة صعدة خوفاً من الاستهداف، وقال منسق الامم المتحدة للشؤون الإنسانية في اليمن إن الضربات الجوية التي ينفذها التحالف على مدينة صعدة تنتهك القانون الدولي، لوجود العديد من المدنيين المحاصرين غير قادرين على استخدام وسائل النقل بسبب نقص الوقود، وأن استهداف محافظة بأكملها يعرض عددا لا يحصى من المدنيين للخطر.
استهدف الحوثيون بقذائف الهاون والمدفعية جيزان ونجران في 11 مايو بعد عدة أيام من القصف المكثف من المدفعية السعودية وطيران التحالف على محافظة صعدة، وأسفر ذلك عن مقتل شخصاً واحداً في نجران. ونشرت السعودية دبابات «القوة الضاربة» في حدودها الجنوبية بعد أن أطلق الحوثيون 150 صاروخاً من نوع كاتيوشا وقذائف الهاون على نجران وجيزان.
أندلعت اشتباكات فجر الجمعة 5 يونيو على الحدود اليمنية السعودية أستمرت لعشر ساعات، وصفت بالأعنف والأكبر منذ بدء العمليات العسكرية ضد الحوثيين التي تقودها السعودية، وقالت قناة العربية أن قوات الحرس الجمهوري اليمني والحوثيين شنوا هجوماً واسعاً على مختلف الاتجاهات في جازان ونجران،  وصرح الجيش السعودي أن أربعة من أفراده بينهم ضابط قتلوا، وأن عشرات من المهاجمين قد قتلوا.
في 12 يونيو 2015 قتل سعودي وأصيب آخر، جراء سقوط قذيفة من الأراضي اليمنية على محافظة صامطة في منطقة جازان، في جنوب غربي السعودية، حسبما أفادت مصادر «سكاي نيوز عربية».

### خسائر التحالف داخل اليمن
أعلنت حكومة المغرب في 10 مايو فقدان إحدى طائراتها المشاركة في الغارات الجوية من نوع إف 16 مع قائدها. وبث التلفزيون اليمني تقرير يظهر حطام الطائرة التي تم إسقاطها في محافظة صعدة شمال اليمن.
أفادت وكالة «وام» الإماراتية الرسمية السبت 8 أغسطس بمقتل 3 جنود إماراتيين مشاركين ضمن قوات التحالف العربي في اليمن.
في صباح يوم الجمعة 4 سبتمبر قتل 92 جندي من قوة التحالف المتمركزة في مأرب، بينهم 45 جندي إماراتي و32 يمنيين و10 سعوديين و5 بحرينيين، في معسكر اللواء 107 مشاة بمنطقة صافر في محافظة مأرب، وذلك عند قصفه من قبل الحوثيين بصاروخ أرض-أرض من نوع توشكا أطلق من صحراء محافظة شبوة، وكان 5 جنود أماراتيين قد قتلوا مسبقاً في اليمن. وقالت وزارة الدفاع اليمنية أن خيانة عسكرية من قبل أفراد وضباط أعلنوا ولاءهم للشرعية ولكنهم لا زالوا يدينون بالولاء للحوثيين وصالح في محافظة شبوة، كانت السبب وراء الحادثة.

#### نيران صديقة
في 8 يوليو قتل 82 جندي وأصيب 240 آخرين،  وكان بين القتلى العقيد جميل سنهوب، وأثنين من عمداء الجيش وهم العميد «أحمد يحيى الابارة» والعميد «محمد الحوري». وأصيب ما يقارب 150 آخرون، عندما شنت مقاتلات التحالف غارات جوية هي الأولى في محافظة حضرموت على مقر «مركز القيادة المتقدم لوزارة الدفاع ورئاسة هيئة الأركان العامة»، وكذا مقر اللوائين 23 مشاة ميكا و21 مشاة ميكا المؤيدان للرئيس عبد ربه منصور هادي. ونفت رئاسة هيئة الأركان العامة وجود أي خلافات أو مواجهات في المعسكر تستدعي قصف طيران التحالف العربي له ما أسفر عن مقتل وإصابة المئات من الجنود. ونعت وزارة الدفاع اليمنية الحادثة، وعزت أسر الضحايا، وقالت أنها ستحقق في الحادثة.

### سكود

جنود يمنيين على منصة الإطلاق الصواريخ

منذ بداية الضربات الجوية في صنعاء استهدفت مئات الغارات مواقع ألوية الصواريخ في جبال "عطّان[ ؟ ]" وجبل النهدين وجبل نقم. وأعلنت السعودية في 21 أبريل تدمير الصواريخ البالستية التي في حوزة القوات المؤيدة لصالح والحوثيين. إلا أن الحوثيين والقوات العسكرية الموالية لهم تمكنوا في 6 يونيو من إطلاق صاروخ سكود من محافظة صعدة مستهدفاً قاعدة الملك خالد الجوية في مدينة خميس مشيط، وهو أول صاروخ سكود يستخدم اثناء الصراع، وذكر بيان لقيادة التحالف العربي أن قوات الدفاع الجوي الملكي السعودي أعترضته بصاروخي باتريوت.
ويعتبر صاروخ سكود من بين الأسلحة التكتيكية التي صممها الاتحاد السوفيتي السابق في فترة الحرب الباردة،  وهو صاروخ باليستي طوله 11 متراً ومداه 300 كيلو متر أو أكثر، ويعود تاريخ القوة الصاروخية لليمن إلى السبعينات في عهد جمهورية اليمن الديمقراطية الشعبية (اليمن الجنوبي)، حليفة الإتحاد السوفيتي الذي زودها بجميع أنواع الأسلحة متضمنة للسلاح الصواريخ الباليستية. ويمتلك اليمن 25 صاروخ من نوع هواسونغ-6.
حيث كان الحوثيون قد سيطروا على معسكرات مجموعة ألوية الصواريخ في 21 يناير 2015 دون مقاومة، وذلك بعد مهاجمة منزل الرئيس عبد ربه منصور هادي، وسيطرتهم على مجمع دار الرئاسة.
أطلقت القوات الموالية لعلي عبد الله صالح والحوثيون في 26 أغسطس صاروخ بالستي من نوع هواسونغ-6،  من جبل النهدين بدار الرئاسة وسط صنعاء نحو الأراضي السعودية، وقال الحوثيون أن الصاروخ استهدف محطة كهرباء حامية جيزان السعودية. لكن الجيش السعودي قال إنه اعترضه بصواريخ باتريوت. وفي 16 أكتوبر أطلق صاروخ سكود من وسط صنعاء باتجاه الأراضي السعودية، وأعلن الحوثيون أن الصاروخ أصاب هدفه وهو قاعدة الملك خالد الجوية، وقالت السعودية أنه سقط في محافظة عمران شمال صنعاء، وأفاد شهود عيان في مدينة عمران شمالي صنعاء بأن انفجارا عنيفا هز المدينة يعتقد أنه انفجار للصاروخ في سمائها.

## الحصار البحري
أعلنت القيادة العسكرية منذ بدء العملية ، حظر اقتراب السفن من الاقتراب من الموانئ اليمنية، وتزامن ذلك مع قيام قطع بحرية تابعة للتحالف بمراقبة الموانئ اليمنية، وإغلاق الموانيء البحرية الرئيسية، وهي (ميناء عدن وميناء المكلا وميناء المخاء وميناء الحديدة)، لتمنع بذلك تلك الإجراءات الإمداد العسكري لصالح وحلفائه عبر البحر، أو إمدادهم بالأموال.
سارعت مصر والسعودية لنشر سفن حربية لدعم عمليات التحالف. وسمح الصومال لدول عاصفة الحزم استخدام مجاله الجوي ومياهه الإقليمية. وكانت السعودية قد طلبت رسميا من حكومة الصومال السماح لها باستخدام مجالها الجوي ومياهها لتنفيذ عمليات عسكرية ضد الحوثيين.
عبرت أربع قطع بحرية من القوات البحرية المصرية قناة السويس نحو خليج عدن في 26 مارس،  وفي 27 مارس نشر سرب من السفن الحربية المصرية والسعودية في مضيق باب المندب،  وحذر التحالف أي سفن من محاولة الوصول إلى موانئ اليمن. وأجلت القوات البحرية الملكية السعودية الدبلوماسيون التابعون للأمم المتحدة من عدن إلى جدة في 28 مارس.
وفي 30 مارس قصفت السفن الحربية المصرية مواقع للحوثيين عند محاولتهم التقدم نحو مدينة عدن. واستهدفت سفن حربية مواقع الحوثيين في مطار عدن الدولي في 1 أبريل.
وقال وزير خارجية جيبوتي محمود علي يوسف أن الحوثيين نشروا أسلحة ثقيلة وزوارق هجومية سريعة على جزيرة ميون وجزيرة صغيرة في مضيق باب المندب، محذراً من نشوب حرب حقيقية في مضيق باب المندب"، وقال أن نشر تلك الأسلحة يمثل خطراً كبيراً على بلاده وعلى حركة مرور الشحن التجاري، والسفن الحربية. ودعا دول التحالف لتنظيف الجزر من أسلحة الحوثيين.
في 4 أبريل، قال الرئيس المصري عبد الفتاح السيسي أن حماية البحر الأحمر وتأمين باب المندب على رأس أولويات الأمن القومي المصري.
قال «مصدر عسكري في عدن» لوكالة فرانس برس في 26 أبريل أن سفن التحالف كانت تشارك في قصف ميناء عدن. وأعلنت البحرية الإيرانية في 30 أبريل أنها أرسلت مدمرتين إلى خليج عدن «لضمان سلامة السفن التجارية من تهديد القراصنة».

## التورط الإيراني
كانت إيران هي الدولة الوحيدة التي اعترفت بانقلاب الحوثيون الذي نفذ بمساعدة قوات علي عبد الله صالح، ولا تعترف بشرعية الرئيس عبد ربه منصور هادي.
دمرت طائرات تابعة للتحالف مدرج مطار صنعاء الدولي لمنع طائرة شحن إيرانية من الهبوط عليه.
نقلت وكالة تسنيم الدولية للأنباء في الثاني من مايو عن نائب وزير الخارجية الإيراني حسين أمير عبد اللهيان قوله «إن طهران لن تسمح للقوى الإقليمية بتعريض مصالحها الأمنية مع اليمن للخطر بمناورات عسكرية»، وذلك في أقوى اعتراف حتى الآن بدور تقوم به إيران في شبه الجزيرة العربية. ونفت إيران اتهامات دول غربية وعربية بأنها تزود المقاتلين الحوثيين في اليمن بالسلاح. لكنها تدين بانتظام العمليات العسكرية التي تقودها السعودية ضد الحوثيين، ولا تعترف إيران بالرئيس اليمني عبد ربه منصور هادي ووصفت الضربات الجوية بأنها تدخل في الشؤون الداخلية لليمن.
من ناحية أخرى قال وزير الخارجية الأمريكي جون كيري إن بعض الدول ومنها إيران تدعم عملية سياسية من خلال التفاوض لحل الصراع في اليمن.
وخلال الهدنة التي بدأت في 12 مايو قالت طهران أنها أرسلت سفينة مساعدات لليمن، وفي 14 مايو إستدعت الحكومة سفيرها لدى إيران، وأكدت الحكومة التي تتخذ من الرياض مقراً لها، ضرورة أن تمتثل سفينة مساعدات إيرانية متجهة إلى اليمن لعمليات التفتيش قبل أن تدخل اليمن، ووصفت طهران التفتيش بأنه غير قانوني.

## اتهامات بانتهاك القانون الدولي

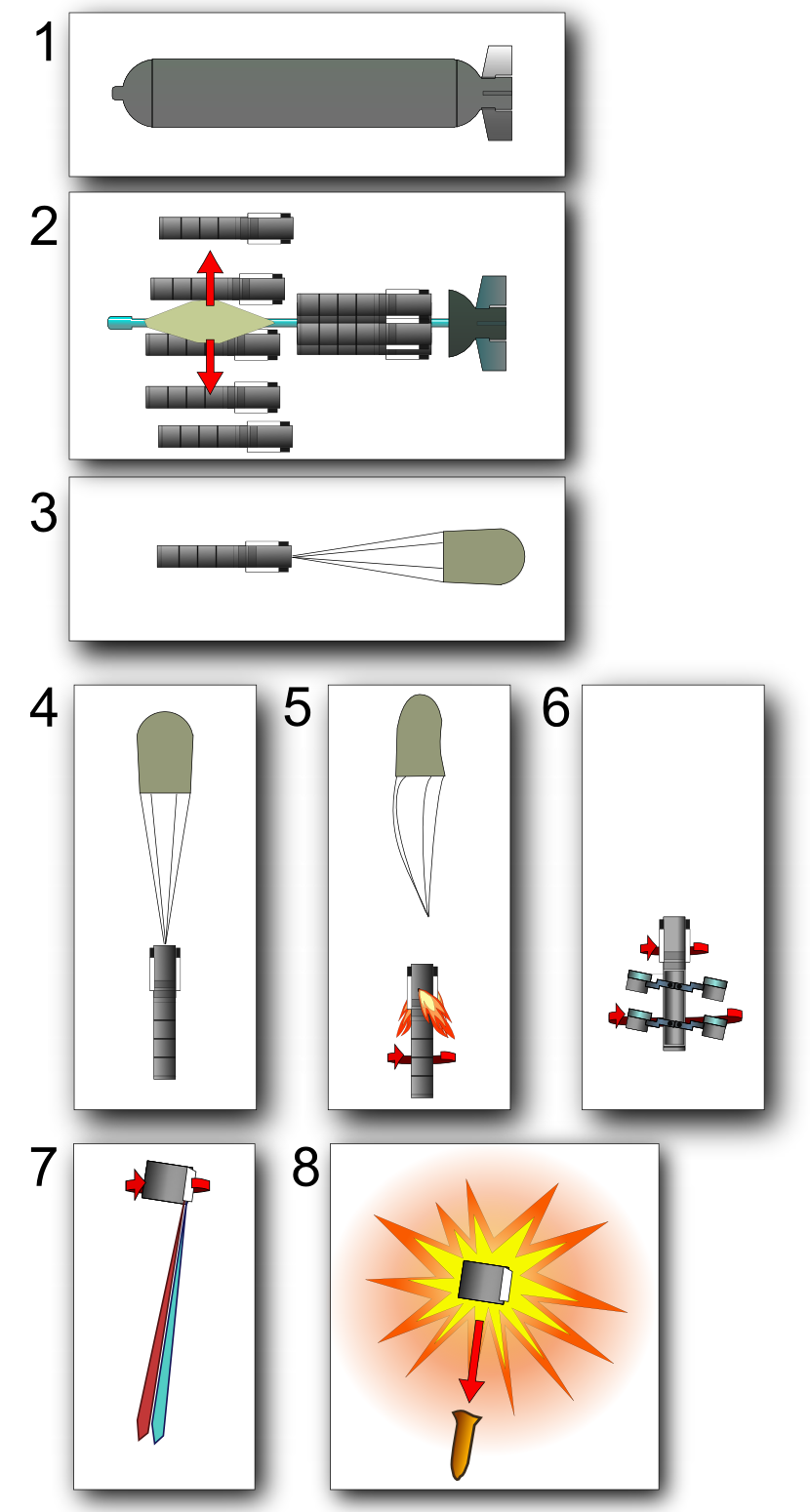
تكوين قنبلة سي بي يو-97 وسي بي يو-105

في أوائل شهر مايو أتهمت هيومن رايتس ووتش السعودية باستخدام قنابل عنقودية محظورة عالمياً (صمامات تفجير استشعارية)، في قصف منطقة آل عمار بمحافظة صعدة،  وأكدت أن تلك الذخائر العنقودية تشكل خطراً طويل الأمد على حياة المدنيين، وهي محظورة بموجب اتفاقية اعتمدها 116 بلدًا في 2008.
وخلصت هيومن رايتس ووتش عبر تحليل صور القمر الصناعي إلى أن هذه الأسلحة استخدمت في هضبة مزروعة على بعد 600 متر من عشرات المباني المنتشرة في عدد من القرى يتراوح عددها بين أربع وست.
وأعترف الجيش السعودي باستخدام قنابل عنقودية موجهة بدقة من نوع سي بي يو-105 (بالإنجليزية: CBU-105) ولكنه أفاد بأنه أستخدمها ضد العربات المدرعة وليس في الأحياء السكانية.
قالت «هيومن رايتس ووتش» في تقرير أصدرته في 26 نوفمبر، إن التحالف بقيادة السعودية لم يحقق في غارات جوية غير قانونية، قتلت مئات المدنيين. وأستعرض تقرير بعنوان «ما الهدف العسكري الذي كان في بيت أخي؟: غارات التحالف الجوية غير القانونية في اليمن» الممتد على 73 صفحة بالتفصيل 10 غارات جوية للتحالف ، أسفرت عن مقتل ما لا يقل عن 309 مدنيين وإصابة أكثر من 414 آخرين بين أبريل وأغسطس 2015. طبقا للأمم المتحدة، فأغلب المدنيين الـ 2600 الذين قُتلوا منذ بدأ التحالف حملته العسكرية ضد الحوثيين أواخر مارس قضوا نحبهم جراء غارات جوية للتحالف.
في 14 فبراير 2016 أصدرت هيومن رايتس تقريراً بعنوان «الذخائر العنقودية تصيب المدنيين اليمنيين»  قالت فيه أن التحالف بقيادة السعودية أستخدمت قنابل عنقودية محظورة دولياً، رغم أدلة على خسائر في صفوف المدنيين.
أحد أنواع الذخائر العنقودية المُلقاة جوا من بين ما استخدم التحالف بقيادة السعودية في اليمن هو الطراز «سي بي يو-105» ذات مجسات الاستشعار، من تصنيع شركة «تيكسترون سيستمز – Textron Systems»، وحققت هيومن رايتس ووتش في 5 هجمات على الأقل استُخدم فيها الطراز «سي بي يو-105» ذات مجسات الاستشعار في 4 محافظات باليمن منذ مارس 2015.
بحسب شهادة بيانات شركة «تيكسترون سيستمز» فإن الذخائر «سي بي يو-105» تنثر 10 عبوات ذخائر عنقودية طراز «بي إل يو-108»، وتُطلق كل منها 4 ذخائر صغيرة يسميها المُصنّع «سكيت» (skeet) وهي مصممة بحيث تبحث عن وتصنف وتشتبك مع أهداف مثل العربات المصفحة. تنفجر الذخائر الصغيرة فوق الأرض وتُطلق سحابة متفجرة من المعدن والشظايا باتجاه الأرض. وحدة «سكيت» مجهزة بخصائص إلكترونية للتدمير والتعطيل ذاتيا.
في يونيو 2016 أدرجت جماعة الأمم المتحدة، التحالف الذي تقودة السعودية في اليمن والحوثيون في قائمتها السوداء للدول والجماعات المسلحة التي تنتهك حقوق الأطفال خلال النزاعات، ولكنها سرعان ما رفعت اسم التحالف من تلك القائمة، وأنتقدت منظمة العفو الدولية وهيومن رايتس ووتش هذا القرار، واتهمت العفو الدولية الأمم المتحدة بممارسة «مداهنة مخزية» بعد القرار الأخير، بينما قالت منظمة هيومن رايتس ووتش إن المنظمة الدولية «رضخت لضغوط السعودية».

### استخدام قوات التحالف القنابل العنقودية
ذکرت مصادر منظمة العفو الدولية في 30 أکتوبر 2015 أنه يظهر أن قوات التحالف الذي تقوده السعودية قد استخدمت تشكيلة برازيلية الصنع من الذخائر العنقودية المحظورة دولياً في إحدى هجماتها على حي سكني في منطقة أحمى في صعدة شمال اليمن خلال الأسبوع الحالي. ما أوقع أربعة جرحى وخلف ذخائر عنقودية ثانوية خطرة ملقاة في الأراضي الزراعية المحيطة. کذلك في 15 يناير 2016 وذکرت منظمة العفو الدولية أن الأدلة التي قامت بجمعها تؤكد الأنباء التي تفيد بأن قوات التحالف بقيادة المملكة العربية السعودية أسقطت ذخائر عنقودية من صنع الولايات المتحدة على العاصمة اليمنية صنعاء في 6 يناير 2016 ودعت منظمة التحالف إلى التوقف الفوري عن استخدام الذخائر العنقودية.
وفي 23 مايو 2016 قالت منظمة إن المدنيين في شمال اليمن معرَّضون بشدة لخطر الإصابة الجسيمة أو الموت من جراء الآلاف من الذخائر العنقودية الصغيرة التي لم تنفجر وهناك حاجةً ماسة لمساعدة دولية من أجل تطهير المناطق الملوَّثة بالذخائر العنقودية، وإنه يجب على قوات التحالف بقيادة المملكة العربية السعودية الكفِّ عن استخدام الذخائر العنقودية، المحرَّمة دولياً.
وذکرت المنظمة في 6 يونيو 2016 أنه تم استخدام الذخائر العنقودية البريطانية الصنع في اليمن حيث أن باحثو منظمة العفو الدولية، في مركز لإزالة الألغام بشمال اليمن تقصّوا مخلفات قنبلة عنقودية من طراز BL-755 مصنوعة في المملكة المتحدة ولم تتفجر بالكامل. وقالت المنطمة أن الأدلة الجديدة تبيِّن أن هذه القنبلة العنقودية قد استخدمت إبان النزاع الحالي في اليمن (2015- 16) من قبل دولة عضو في الائتلاف العسكري الذي تقوده المملكة العربية السعودية.
و أخيرا في 19 ديسمبر 2016 وتعليقاً على مزاعم منظمة العفو الدولية أن الذخيرة العنقودية من نوع (BL-755) بريطانية الصنع استخدمت في الفترة بين ديسمبر 2015م ويناير 2016م، أقرّت السعودية باستخدام قنابل عنقودية بريطانية الصنع في اليمن وأصدر التحالف بيانا نقل فيها أن القنابل العنقودية استخدمت فقط في ضرب «أهداف عسكرية شرعية» ووأضاف: «من الواضح أنه كان استخداما محدودا من قبل التحالف لقنابل عنقودية من طراز BL-755 بريطانية الصنع في اليمن.»

## دول التحالف

### إنهاء مشاركة قطر
- أعلنت قيادة التحالف إنهاء مشاركة قطر، متهمة الأخيرة بدعم القاعدة وداعش والحوثيون.[294]

### النفوذ الإماراتي
دعمت القوات الإماراتية تشكيلات عسكرية في مناطق جنوب اليمن منذ تحريرها من مسلحي الحوثي، ودعمت إنشاء قوات الحزام الأمني في عدن وقوات النخبة الحضرمية في حضرموت، تتبع هذه القوة رسمياً وزارة الداخلية، لكنها ممولة ومسيَّرة من الإمارات، خلص تقرير أعده فريق خبراء الأمم المتحدة المعني باليمن، ومركز المدنيين في حالات النزاع (سيفيك) إلى أن الحزام الأمني عَمِل خارج سلطة الحكومة اليمنية إلى حد كبير.
واصلت الإمارات دعم وتوجيه «قوات النخبة الحضرمية» التي تنفذ حملات مكافحة الإرهاب وغيرها من الحملات الأمنية في حضرموت، وهي رسميا جزء من الجيش اليمني، وتحديداً في المنطقة العسكرية الثانية، التي تغطي أجزاء من محافظة حضرموت. أبلغت الإمارات «فريق الخبراء التابع للأمم المتحدة بشأن اليمن» بأنها قدمت «مساعدة عسكرية ومالية وتدريبية» و«معلومات استخبارية ومعلومات لوجستية وتدخلا جويا»، ولكن القوات كانت تحت سيطرة القوات المسلحة اليمنية. خلص فريق الأمم المتحدة إلى أنه «رغم أنها تحت قيادة الحكومة الشرعية، إلا أنها تخضع فعليا للسيطرة التنفيذية لدولة الإمارات التي تشرف على العمليات البرية في المكلا». خلص إلى ذلك أيضا تقرير صدر عام 2016 عن مركز سيفيك.
قالت «هيومن رايتس ووتش» أن قوات الحزام الأمني وقوات النخبة الحضرمية استخدمت القوة المفرطة خلال الاعتقالات والمداهمات، واعتقلت أقارب مشتبه بهم للضغط عليهم للاستسلام بشكل «إرادي»، واحتجزت تعسفا رجالا وشبانا، واحتجزت أطفالا مع راشدين، وأخفت العشرات قسرا. وكما قال أحد المحتجزين السابقين نقلا عن محتجز آخر في أحد معتقلات عدن غير الرسمية الكثيرة: «هذا سجن لا عودة منه».
في أغسطس 2017، كشف تقرير لفريق الخبراء التابع للجنة العقوبات الدولية على اليمن، دعم الإمارات جماعات مسلحة تمارس الاحتجاز غير القانوني والإخفاء القسري في اليمن. التقرير اتهم الإمارات بتوفير دعم لوجستي ومادي مباشر لجماعات سلفية متشددة ترفض الانضواء تحت القوات الرسمية اليمنية. التقرير كشف أيضًا عن دور واضح لتلك الجماعات في السماح لانتشار عناصر تنظيم القاعدة بشكل واسع داخل مدينة تعز. التقرير الدولي ذكر أن الجماعات المدعومة من الإمارات تمارس القتل خارج إطار القانون والتعذيب التعسفي في المناطق التي تسيطر عليها مع غياب شبه تام لسلطة الدولة الرسمية.

#### سجون إماراتية
قالت «هيومن رايتس ووتش» إن الإمارات العربية المتحدة تقدم الدعم والتمويل والتسليح والتدريب لقوات أحتجزت تعسفاً وأخفت قسراً عشرات الأشخاص، كما تدير الإمارات مراكز احتجاز غير رسمية.
وثّقت هيومن رايتس ووتش حالات 49 شخصاً، من بينهم 4 أطفال، تعرضوا للاحتجاز التعسفي أو الإخفاء القسري في محافظتي عدن وحضرموت في 2016، أعتقلت قوات مدعومة إماراتياً 38 منهم على الأقل. ذكرت عدة مصادر لهيومن رايتس ووتش، منها مسؤولون يمنيون، وجود عدد من أماكن الاحتجاز غير الرسمية والسجون السرية في عدن وحضرموت، من بينها 2 تديرهما الإمارات وأخرى تديرها قوات أمنية يمنية مدعومة منها.
ونفت الإمارات صحة التقارير التي تزعم وجود «سجون سرية» تديرها القوات الإماراتية في جنوب اليمن.
أفادت تقارير لهيومن رايتس ووتش بأن الإمارات نقلت محتجزين خارج البلاد، ولم تتمكن هيومن رايتس ووتش من التأكد من هذه المزاعم، وذكر تقرير لها بأن «فريق الرصد التابع للأمم المتحدة المعني بالصومال وإريتريا» أشار إلى بناء سريع لمنشأة يبدو أنها «قاعدة عسكرية دائمة» في عصب، لها مينائها الخاص وقاعدتها الجوية ومرافق للتدريب العسكري حيث دربت الإمارات قوات يمنية، منها الحزام الأمني وقوات النخبة الحضرمية، بحسب «معهد الشرق الأوسط». وقال فريق الرصد الأممي أيضا إن القاعدة العسكرية توسعت، و«وجود قوات التحالف في عصب أصبح يشمل ليس فقط قوات من الإمارات العربية المتحدة والعربية السعودية، بل أيضا قوات يمنية وقوات أخرى عابرة».
في أكتوبر 2017، قال المرصد الأورومتوسطي لحقوق الإنسان إن القوات الإماراتية المشرفة على سجن «بئر أحمد» في عدن تمارس أشد أنواع التعذيب الجسدي والترهيب النفسي بحق المحتجزين في السجن. المرصد الحقوقي الدولي قال أيضًا إن القوات الإماراتية المشرفة على السجن تحرم المحتجزين من أبسط حقوقهم القانونية، وتمنع الجهات القضائية من زيارتهم وتفقد وضعهم داخل الاحتجاز. ووفقًا للمرصد، يبلغ عدد المحتجزين داخل السجن 170 شخصًا دخلوا جميعًا في إضراب عن الطعام احتجاجًا على سياسة القوات الإماراتية في التعامل معهم وعزلهم عن العالم الخارجي
كشفت وكالة أسوشيتد برس، جرائم تعذيب بسجون تشبه ما حدث في «أبو غريب»، يقوم بها ضباط إماراتيون بحق يمنيين في العاصمة المؤقتة عدن، تضمَّنت ممارسات اللواط وتصوير الضحايا عرايا وصعق الأعضاء التناسلية لهم.
في 9 يوليو 2018 دعا وزير الداخلية اليمني أحمد الميسري، الإمارات إلى ضرورة إغلاق السجون في اليمن، والعمل على إخضاعها للنيابة والقضاء، جاء ذلك خلال لقائه بوزير الدولة الإماراتي لشؤون التعاون الدولي ريم الهاشمي، بقصر معاشيق في مدينة عدن، بحسب وكالة سبأ الحكومية.
في مقابلة ديسمبر 2021، هدى السراري المنتقدة للعنف المنزلي ضد المرأة والعنف القائم على النوع الاجتماعي شاركت العواقب الوخيمة التي واجهتها بسبب كشفها للسجن السري فاليمن المدار من قبل الإمارات. طلبن نساء المساعدة من «السريري» عندما تمت مداهمة منازلهم في اليمن واقتياد الذكور من عائلاتهم رغماً عنهم. ذلك ادى إلى قيام «السريري» بتكوين مجموعة مع نشطاء وزملاء محامين للتحقيق بسرية حول التقرير عن تعذيب المدنيين داخل مرافق سجون مؤقتة بنيت في مطار، قواعد عسكرية، بيوت، حتى ملاهي ليلة. إضافة إلى مواقع السجون، ذكر التقرير أيضا شهادات الناجين من المعتقلين الذين أدانوا العنف المنهجي والتعذيب التي ارتكبتها القوات الخاصة اليمنية المدعومة من الإمارات. افاد المعتقلون بانهم تعرضوا للصعق الكهربائي، والضرب المبرح باستخدام الاسلاك، والشوي. هربت السريري من اليمن في 2019 بعد مقتل ابنها المراهق، والذي يشتبه ان يكون انتقام لعملها ضد سجون الإمارات السرية. منذ ديسمبر 2021، تعيش السريري في دولة ترفض ذكر اسمها لدواعي السلامة، وتدعي انها تتلقى مكالمات ميدانية من اشخاص في اليمن، غالبا امهات، والتحقيق في الانتهاكات.

### سيطرة الإمارات على سقطرى
بعد أن نشرت الإمارات العربية المتحدة قواتها في جزيرة سقطرى كجزء من التدخل العسكري في اليمن، اتهمتها بعض الفصائل السياسية اليمنية بالقيام بأعمال سلب ونهب، مدعية أن القوات الإماراتية قد دمرت الحياة النباتية في الجزيرة.
في 3 مايو 2018، نشرت الإمارات أكثر من 100 جندي في الجزيرة، واستولت على منشآت رئيسية مثل مطار سقطرى وطردت الجنود اليمنيين، ورفعت تلك القوات علم دولة الإمارات وصور ولي عهدها محمد بن زايد آل نهيان في المباني الرسمية والشوارع الرئيسية.
قال مسؤولون يمنيون “قامت طائرات شحن إماراتية بنشر الدبابات ووسائل النقل المدرعة والمعدات الثقيلة في سقطرى.” تقع الجزيرة بالقرب من طرق الشحن الرئيسية التي تهتم دولة الإمارات العربية المتحدة بالسيطرة عليها وحمايتها باعتبارها العمود الفقري لاقتصادها. كما يوجد في سقطرى مطار به مهبط طائرات طوله 3 كيلومترات يسمح بهبوط الطائرات العسكرية الثقيلة.
في 5 مايو نشرت وكالة الأنباء اليمنية سبأ بياناً لمجلس الوزراء اليمني، وصف الإجراء العسكري الذي قامت به القوات الإماراتية مؤخرا في جزيرة سقطرى أمرٌ غير مبرر.
واتهمت الحكومة اليمنية الإمارات بالاستيلاء على ميناء ومطار سقطرى. وقال مصدر في الحكومة لرويترز إن التحرك الإماراتي استعراض قوة من أجل ”مصالح تجارية وأمنية“ واتهم الإمارات بمحاولة استعمار اليمن.
ولكن دولة الإمارات نفت تلك الإتهامات، في بيان لوزارة الخارجية الإماراتية، وأكدت أنه ليس لديها مطامع في اليمن أو أي جزء منه، وقالت «إنها تقوم بدور متواز في جزيرة سقطرى للحفاظ على الأمن والاستقرار ودعم المشاريع التنموية» وأتهمت الإخوان المسلمون بشن حملات تستهدف الإمارات، التي تعتبر ركنا من أركان جهود التحالف العربي الرامية إلى استتباب الأمن والاستقرار وعودة الشرعية.
في العاشر من مايو 2018 تقدمت الحكومة اليمنية بشكوى إلى مجلس الأمن الدولي عبر بعثتها إلى الأمم المتحدة بشأن التواجد العسكري الإماراتي بالجزيرة 

## أضرار البنية التحتية

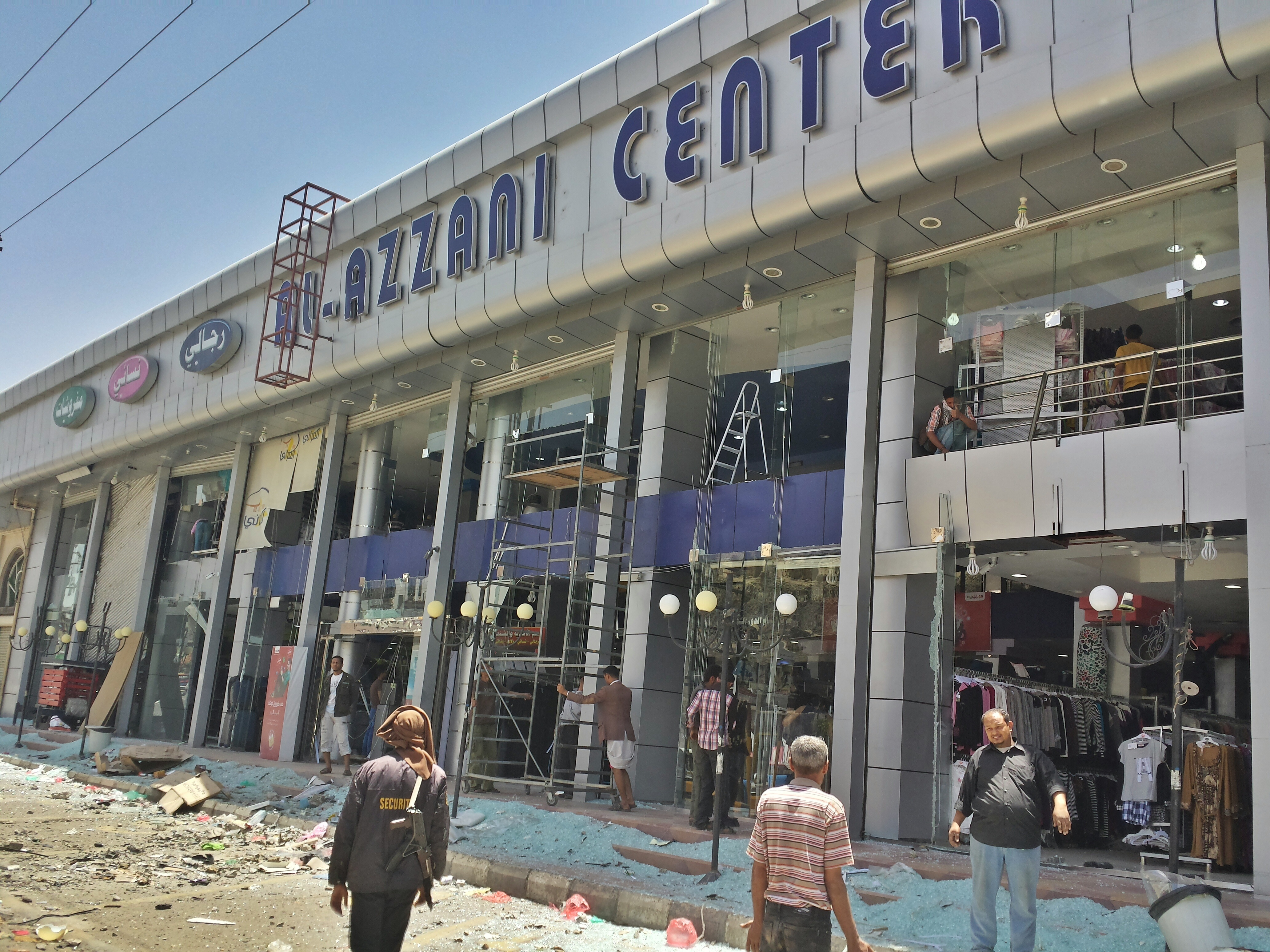
مركز تجاري بالقرب من جبل فج عطان الذي تعرض لضربة جوية من طائرات حربية.

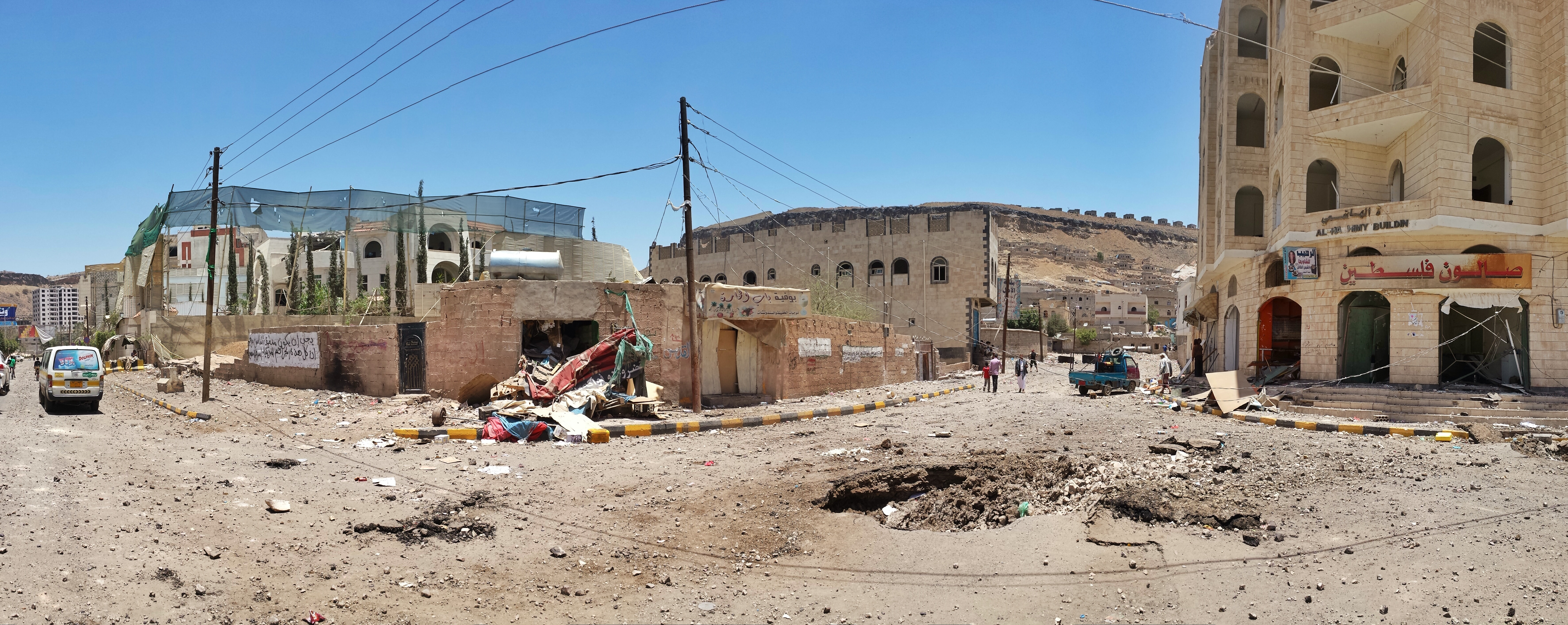
دمار واسع في أحياء سكنية محيطة بجبل فج عطان بصنعاء، الذي تعرض لضربة جوية من طائرات حربية.

- أدت الغارات الجوية في 26 مارس لتدمير 14 منزلاً بالقرب من مطار صنعاء الدولي، ومقتل 25 شخصاً.[314]
- 11 أبريل، قتل ما لا يقل عن 12 شخصاً وأصيب العشرات في غارتان جويتان استهدفت مدخل قرية الظهرة، التي يقطنها مواطنين من "الفئة المهمشة" في محافظة تعز، بينهم أطفالاً ونساء، وأدت العملية إلى تدمير 7 منازل متقاربة ومتلاصقة، ومقتل 7 أطفال و3 نساء ورجلين، وإصابة 10 آخرين. وأستمرت عملية إنقاذ الجرحى إلى عصر اليوم التالي حيث كانت لا تزال هناك جثث تحت الأنقاض.
- 20 أبريل، غارة جوية شنها الطيران الجوي السعودي في جبل عطان بصنعاء أسفر ت عن مقتل 90 شخصاً على الأقل، وجرح أكثر من 398 آخرين، أصيب معظمهم بشظايا الانفجار وتحطم اجزاء من المباني عليهم، وغطت سحابة غبار ضخمة سماء العاصمة، وتعتبر الغارة الأعنف في صنعاء منذ بدء عملية عاصفة الحزم.[315] وتضررت المباني والسيارات والمحلات التجارية في الأحياء المحيطة بموقع الانفجار لأضرار بالغة. وأندلعت النيران في محطة بنزين مجاورة لموقع الانفجار وتضررت مئات السيارات التي كانت في طابور بانتظار توفُر مادتي البنزين والديزل.
  - أدانت منظمة أوكسفام الدولية للإغاثة غارة نفذتها قوات التحالف في 20 أبريل في محافظة صعدة شمال اليمن، قالت إنها أصابت أحد مخازنها التي تحتوي على مساعدات إنسانية في مدينة صعدة المعقل الشمالي للمقاتلين الحوثيين، وقالت جريس أومر ممثلة اوكسفام في اليمن: «تبادلنا معلومات مفصلة مع التحالف عن مواقع مكاتبنا ومخازنا. ولم يكن لمحتوى المخزن أي قيمة عسكرية. كان يحتوي فقط على مساعدات انسانية.»[316]
- 21 أبريل، سقط نحو 30 شخصًا بين قتيل وجريح في غارات شنها طيران تحالف «عاصفة الحزم» استهدفت جسراً يقع أسفل مرتفع جبلي يعرف بـ «نقيل سُمارة» في منطقة الدليل التابعة لمحافظة إب ما أدى إلى تدميره، واستهدفت الغارات الجسر في وقت كان مكتظا بالعديد من السيارات التي تحمل المدنيين المتوجهين إلى محافظة تعز، ويعتبر هذا الجسر هو حلقة الوصل الوحيدة التي تربط بين محافظات صنعاء وتعز وإب.

في 11 مايو، أستهدفت غارات جوية جبل نقم، أدت لسقوط المئات ما بين قتلى وجرحى، وأدت الانفجارات إلى تدمير عشرات المنازل الواقعة في محيط جبل نقم بشكل كامل، وأخرى بشكل جزئي، وألحقت أضراراً بالغة في مستشفى الثورة بصنعاء.

### المصانع
في 30 أغسطس قتل 36 مدنياً على الأقل في قصف لمقاتلات التحالف كانوا يعملون في مصنع لتعبئة زجاجات المياه في محافظة حجة شمالي اليمن، 

#### المراكز الصحية
| المحافظة                                             | مرافق دمرت تماما | مرافق دمرت جزئيا | الإجمالي |
| ---------------------------------------------------- | ---------------- | ---------------- | -------- |
| تعز*                                                 | 6                | 8                | 14       |
| صنعاء                                                | 1                | 11               | 12       |
| صعدة                                                 | 5                | 6                | 11       |
| حجة                                                  | 3                | 4                | 7        |
| عدن*                                                 | 6                |                  | 6        |
| مأرب*                                                | 1                | 4                | 5        |
| الحديدة                                              |                  | 4                | 4        |
| محافظة صنعاء                                         |                  | 3                | 3        |
| لحج*                                                 | 2                |                  | 2        |
| شبوة*                                                | 1                | 1                | 2        |
| الضالع*                                              | 1                |                  | 1        |
| عمران                                                |                  | 1                | 1        |
| الاجمالي                                             | 26               | 42               | 68       |
| * محافظات شهدت صراع ميداني بالإضافة إلى القصف الجوي. |                  |                  |          |

في 5 سبتمبر أستهدفت غارات جوية معسكر الأمن المركزي ما أدى إلى أضرار واسعة في مستشفى السبعين للأمومة والطفولة المقابل للمعسكر.
في 27 أكتوبر 2015 أعلنت منظمة أطباء بلا حدود اليوم بأن ضربات جوية نفذتها قوات التحالف الذي تقوده السعودية، قد دمرت مستشفى تدعمه منظمة أطباء بلا حدود. وتعرض المستشفى الصغير الواقع في مديرية حيدان التابعة لمحافظة صعدة لعدة ضربات جوية، أدت لتدمير أقسام المرضى الداخليين والخارجيين وجناح الأمومة والمختبر وغرفة الطوارئ بالكامل.
وفي 2 ديسمبر 2015 شنّت غارات جوية على عيادة متنقلة تابعة لمنظمة أطباء بلا حدود في منطقة الحوبان في محافظة تعز، ما أدى إلى جرح ثمانية أشخاص من بينهم موظفان في المنظمة ومقتل شخص كان قريباً من المستشفى.
وفي 10 يناير 2016 أصابت قذيفة مستشفى شهارة التي تدعمها منظمة أطباء بلا حدود في مديرية رازح شمال اليمن مما أدى لمقتل أربعة أشخاص ثلاثة منهم من طاقم المنظمة وجرح عشرة آخرين، معظمهم من الطاقم الطبي والمرضى وانهيار مبانٍ عدة في المرفق الطبي، مع العلم أن ثلاثة من المصابين هم من طاقم المنظمة واثنان منهم في حالة حرجة. وفي الحادي والعشرين من يناير، تعرضت سيارة إسعاف وسائقها لسلسة من الغارات الجوية التي أدت إلى مقتل ستة أشخاص على الأقل وجرح العشرات في قرية ضيان التي تبعد مسافة 20 كيلومتراً عن مدينة صعدة.

### دمار المواقع التاريخية

صورة لحارة بستان القاسمي في صنعاء القديمة قبل وبعد الدمار الناتج عن الغارات الجوية.

أفادت منظمة اليونيسكو بأن مباني تاريخية مهمة في مدينة صنعاء القديمة مصنفة ضمن مواقع التراث العالمي تعرضت لأضرار جسيمة في 11 مايو 2015،  وقالت المنظمة في بيان «في الأيام الاخيرة تلقت اليونيسكو معلومات تشير إلى أضرار كبيرة أصابت مواقع ثقافية مهمة في اليمن».
وبحسب معلومات جمعتها اليونسكو فإن بلدة صنعاء القديمة التي تعود منازل الآجر الشهيرة فيها ومساجد وحمامات إلى ما قبل القرن السادس «تعرضت لقصف كثيف ليل 11 أيار/مايو 2015 ما تسبب بأضرار جسيمة في العديد من المباني التاريخية». وأضافت المنظمة أن مدينتي صعدة (شمال) وبراقش (شمال غرب) «أصيبتا أيضا بأضرار.»
وفي 11 يونيو أفادت اليونسكو بأن صواريخ التحالف أصابت حي القاسمي في صنعاء القديمة،  الذي يحتوي على عشرات المنازل التي شيدت قبل القرن الحادي عشر، وأسفرت الغارة عن مقتل 5 اشخاص وإلحاق دمار كبير في 3 منازل.
وأعربت منظمة اليونسكو عن إدانتها لاستهداف المدينة القديمة في صنعاء، ودعت المديرة العامة للمنظمة إيرينا بوكوفا في بيان إلى «احترام وحماية التراث الثقافي في اليمن»، كما عبرت عن «حزنها العميق لخسارة الأرواح والتدمير الذي لحق بأقدم جواهر الحضارة الإسلامية». ونفى المتحدث باسم التحالف العميد ركن أحمد العسيري استهداف المدينة وصرح لوكالة الأنباء الفرنسية (فرانس برس) قائلاً «بالتأكيد لم نشن أي عملية داخل المدينة».
وتعرض «جامع الهادي» في مدينة صعدة الذي يعود تاريخه إلى 1200 عام لأضراراً بالغة، ويعد أقدم مقر لتعليم المذهب الشيعي في شبه الجزيرة العربية، وسويت بالأرض مبان قديمة من الجص في مدينة زبيد المدرجة ضمن قائمة مواقع التراث العالمي المعرضة للخطر. ولم تسلم مدينة براقش القديمة شمال اليمن من غارات التحالف، وتعرضت قلعة القاهرة العثمانية التي أقيمت على قمة جبل صبر المطل على مدينة تعز بوسط اليمن للقصف على مدى إيام بعد أن تحصن بها حوثيون.

صورة لأجزاء من سد مأرب قبل وبعد الدمار الناتج عن الغارات الجوية.

قالت اليونسكو أنها تلقت معلومات عن أضرار لحقت بجدران «سد مأرب القديم» في 31 مايو 2015، إثر غارة جوية لطيران التحالف الذي ينفذ العمليات العسكرية ضد الحوثيين، لكن مصادر قبلية أكدت لبي بي سي عدم صحة الأنباء التي تحدثت عن تعرض سد مأرب للقصف وتحدثت عن تعمد الحوثيين والقوات الموالية لعلي عبد الله صالح نصب منصة صواريخ كاتيوشا[ ؟ ] في أعلى السد لقصف مدينة مأرب[ ؟ ] ومواقع المقاومة إلا أن السد لم يتعرض لغارات جوية.
وأستهدفت غارات جوية متحف ذمار الإقليمي في نهاية شهر مايو 2015، ما أدى لتدميرة تماماً.
قالت «الهيئة العامة للآثار والمتاحف» أن غارات «العدوان السعودي» استهدف بغارة جوية محيط دار الحجر التاريخي في ضواحي صنعاء يوم الجمعة 5 يونيو 2015، الذي نجم عنه تخلخل أجزاء من المبنى، وأعتبرت ذلك استهداف تراث إنساني وثقافة وهوية شعب.

## القاعدة وداعش
كان لكل من تنظيم القاعدة في جزيرة العرب وتنظيم الدولة الإسلامية (داعش) وجود في اليمن قبل التدخل بقيادة السعودية. حيث يسيطر تنظيم القاعدة على مناطق واسعة في اليمن، في حين تبنت داعش تفجيرين في صنعاء أسفرت عن مقتل 140 شخصا وجرح المئات.
إستغلت الجماعتين المتطرفتين التدخل العسكري السعودي للانتشار والتوسع.
أما الحوثيون فقد أنشغلوا في مواجهة القوات الحكومية الموالية للرئيس هادي، فين حين أنها تتعرض لغارات التحالف، 
ومع تدمير قوات التحالف للجزء الأكبر من البنية التحتية العسكرية للجيش اليمني، هناك تساؤلات بشأن قدرة البلاد على مواجهة التشدد الإسلامي المتنامي في الجنوب.
في غضون أسابيع منذ دخول الحوثيين إلى عدن والمحافظات الجنوبية، وكذلك بدء التدخل العسكري في اليمن، أستغلت القاعدة في جزيرة العرب هذه الفوضى وسيطرت على المكلا المدينة الساحلية شرقي اليمن. وأطلقت القاعدة 300 سجين من الجهاديين من السجن المركزي في المكلا، 
ومع سيطرة التحالف على مدينة عدن في يوليو 2015 وطرد الحوثيين منها ، بدأ تنظيم القاعدة بالتوسع في المدينة. وواجه سكان عدن موجة من التفجيرات الانتحارية والاغتيالات التي حالت دون الجهود الرامية إلى تحقيق الاستقرار فيها. وبعد سبعة أشهر من طرد المقاتلين المتمردين ومليشيا الحوثي من عدن، كانت الاغتيالات شبه يومية ضد القضاة والمسؤولين الأمنيين والشرطة.
في بداية فبراير 2016، استعاد تنظيم القاعدة في جزيرة العرب مدينة عزان، وهي مدينة تجارية هامة في محافظة شبوة.
في 22 مارس 2016 استهدفت طائرات التحالف الذي تقوده السعودية معسكراً لتدريب عناصر تنظيم القاعدة في غربي مدينة المكلا عاصمة محافظة حضرموت، ما ادى إلى مقتل واصابة العشرات من عناصر التنظيم، بحسب ما افاد مسؤولون حكوميون في المنطقة.
في 23 مارس 2016 قتل ما لا يقل عن 50 شخصاً في غارة جوية أمريكية على معسكر تدريب لتنظيم القاعدة غربي مدينة المكلا على الساحل الجنوبي لليمن. وقالت وزارة الدفاع الأمريكية البنتاجون، إن الغارة على معسكر تدريب تنظيم القاعدة في جزيرة العرب أسفرت عن مقتل عشرات المقاتلين ولم تورد المزيد من التفاصيل.
وأستهدفت طائرات أمريكية دون طيار مساء يوم 28 مارس مقار لتنظيم القاعدة في محافظة أبين ما أدى لمقتل 21 من التنظيم. وضربت طائرات التحالف أيضاً أهدافاً لمتشددين في ضواحي مدينة عدن، المقر المؤقت للحكومة، حيث هاجم مسلحون متشددون من تنظيم القاعدة مراراً أهداف ومقار تابعة للحكومة وللتحالف خلال الأشهر الأخيرة.

## 2017
أقر التحالف بالوقوف خلف غارة تسببت بمقتل 14 مدنياً بينهم خمسة أطفال جنوب صنعاء فجر الجمعة 25 أغسطس 2017، وقالت قيادة التحالف في بيان إن ذلك بسبب وجود «خطأ تقني» أدى إلى وقوع حادث «عرضي غير مقصود.»، وأن الغارة كانت تستهدف مركزا للقيادة والسيطرة والاتصالات يتبع الحوثيين في نفس المنطقة.

## 2018
في مارس 2018 نقلت رويترز عن دبلوماسيون ومصادر سياسية يمنية إن السعودية وجماعة الحوثي، تعقدان محادثات سرية في محاولة لإنهاء الحرب الدائرة منذ ثلاث سنوات.

## 2019

### انقلاب عدن
في 29 أغسطس اتهم الرئيس اليمني عبد ربه منصور هادي الإمارات العربية المتحدة بقصف قوات الجيش الوطني، وودعم وتمويل المجلس الانتقالي الجنوبي الانفصالي في عدن «سعياً لتقسيم البلاد». وأعلنت وزارة الدفاع اليمنية عن سقوط أكثر من 300 قتيل وجريح من الجيش اليمني في غارات جوية شنتها مقاتلات الإمارات العربية المتحدة على مواقع القوات الحكومية، خلال اليومين الماضيين في عدن.

### أحداث أخرى
في 1 سبتمبر قتل أكثر من 100 شخص وأصيب 40 آخرين،  في غارات جوية في مدينة ذمار في مركز احتجاز يديره الحوثيون، فيما قال التحالف انه ضرب منشأة عسكرية للحوثيون تستخدم لتخزين الطائرات بدون طيار والقذائف.

## 2021
أعلنت المملكة العربية السعودية في 22 مارس عن مبادرة للتوصل إلى حل سياسي للأزمة اليمنية تحت رعاية الأمم المتحدة تتضمن وقف إطلاق النار وإيداع الضرائب والإيرادات الجمركية لسفن المشتقات النفطية من ميناء الحديدة في الحساب المشترك بالبنك المركزي اليمني بالحديدة وفق اتفاق ستوكهولم بشأن الحديدة، وفتح مطار صنعاء الدولي، وبدء المشاورات بين الأطراف اليمنية للتوصل إلى حل سياسي للأزمة اليمنية.
في 29 يناير 2021، منعت إيطاليا مبيعات الأسلحة إلى المملكة العربية السعودية والإمارات العربية المتحدة، التي صنفت أكبر مستوردي الأسلحة للأسلحة الإيطالية. وأشار قرار رئيس الوزراء الراحل ماتيو رينزي إلى الأزمات الإنسانية الشديدة في اليمن، والتي شاركت فيها الإمارات العربية المتحدة والتحالف الذي تقوده السعودية. وافق رينزي على بيع ما يقرب من 20000 صاروخ بقيمة 400 مليون يورو، تم حظر إمداداتها أيضا. ومع ذلك، رفعت إيطاليا الحظر المفروض على مبيعات الأسلحة إلى الإمارات العربية المتحدة، في 17 أبريل 2023. بعد شهر، رفعت إيطاليا أيضا الحظر المفروض على مبيعات الأسلحة إلى المملكة العربية السعودية، في 31 مايو 2023.

## الوضع الإنساني

### خسائر المدنيين
| محافظة         | وفاة  | مصاب  |
| -------------- | ----- | ----- |
| عدن            | 290   | 429   |
| صنعاء          | 206   | 817   |
| صعدة           | 203   | 164   |
| تعز            | 142   | 554   |
| إب             | 127   | 207   |
| الحديدة        | 98    | 438   |
| الضالع         | 52    | 215   |
| حجة            | 45    | 204   |
| أبين           | 35    | 28    |
| عمران          | 24    | 62    |
| لحج            | 22    | 52    |
| ذمار           | 22    | 24    |
| شبوة           | 16    | 16    |
| الجوف          | 6     | 8     |
| مأرب           | 4     | 0     |
| محافظة البيضاء | 3     | 0     |
| حضرموت         | 2     | 9     |
| الإجمالي       | 1.297 | 3.227 |

وفقا للأمم المتحدة، في الفترة بين (26 مارس و10 مايو 2015) قتل الصراع في اليمن و«الغارات الجوية للتحالف» على الأقل 828 مدنياً، بما في ذلك 91 امرأة و182 طفلاً، وبين 4 و10 مايو قتل 182 شخصاً. ووفقاً لهيومن رايتس ووتش أتضح أن بعض الضربات الجوية تضمنت انتهاكات للقانون الإنساني الدولي.
أفادت اليونيسيف في 24 أبريل أن 115 طفل قتل و172 آخرين شوهوا نتيجه للصراع في اليمن منذ 26 مارس، حيث تشير التقديريات أن 64 طفل قتل بسبب القصف الجوي. وتقدر الأمم المتحدة أن الصراع أجبر أكثر من 100,000 طفل على النزوح من منازلهم حتى منتصف أبريل، في حين أن ثلث المُقاتلين المشاركين هم دون 18 سنة.
في 27 أغسطس قال مكتب الأمم المتحدة لتنسيق الشؤون الإنسانية أن عدد ضحايا النزاع في اليمن بلغ 4,513 قتيل و23,509 جريح، و1,439,118 نازح داخلياً، و250,000 نازح خارج اليمن.
في 11 سبتمبر قال مفوض حقوق الإنسان بالأمم المتحدة أن 941 مدنياً على الأقل قتلوا بالغارات الجوية في اليمن.
بلغ عدد ضحايا الحرب في اليمن حتى 29 سبتمبر 5248 قتيل، و26191 مصاب، و1,400,000 نازح بحسب مكتب الأمم المتحدة لتنسيق الشؤون الإنسانية.
لازال النزاع مستعراً في 20 محافظة من محافظات اليمن البالغ عددها 22 محافظة، وتسبب بمقتل نحو 4 آالف شخص نصفهم من المدنيين وبينهم مئات الأطفال، وأدى إلى نزوح ما يقارب مليون و400 ألف شخص، وأظهر جميع أطراف النزاع استخفاف صارخ باستهداف المدنيين والمبادئ الأساسية للقانون الإنساني الدولي.
وينشط مقاتلو طرفي النزاع داخل الأحياء السكنية ويشنون هجمات من داخلها، كما تسببت الألغام بمقتل العشرات اثناء عودتهم إلى منازلهم عقب انتهاء القتال، وكذا تسبب قوات التحالف بقيادة السعودية بمقتل وجرح مدنيين ضمن عمليات القصف الجوي.
وتسبب النزاع بحدوث أزمة صحية رئيسية وأدى إلى عدم انتظام خدمات الرعاية الصحية الأولية والثانوية أو توقفها. وأغلقت 160 منشأة صحية أبوابها في مختلف أنحاء البلاد.
: المحافظات التي تشكل مصدر معظم النزوح الداخلي (14 أكتوبر 2015) بينهم 443,743 نازح غير معروف مكان قدومهم.

عدد النازحين القادمين من محافظات أخرى (14 أكتوبر 2015):
| : 300.000 - 400,000 : 200.000 - 300,000 : 100.000 – 200.000 : 50.000 – 100.000 : 10.000 – 50.000 : 1.000 – 10.000 : < 1.000 |

| #  | المحافظات الأكثر نزوحاً | المحافظات الأكثر نزوحاً |
| #  | التاريخ:31 مايو 2015   | التاريخ: 6 يوليو 2015  |
| -- | ---------------------- | ---------------------- |
| 1. | صنعاء (109.775)        | عدن (256.674)          |
| 2. | الضالع (97.419)        | الضالع (97.238)        |
| 3. | عدن (77.159)           | لحج (45.782)           |
| 4. | صعدة (49.494)          | صنعاء (35.518)         |
| 5. | لحج (46.391)           | شبوة (30.096)          |

تدهورت الأوضاع الإنسانية في اليمن بشكل كبير منذ بداية الحملة الجوية ضد الحوثيين والقوات المؤيدة لعلي عبد الله صالح، وقالت الأمم المتحدة أن هذا البلد وهو في الأساس من أفقر دول العالم، يعيش «كارثة انسانية».
ووصفت اللجنة الدولية للصليب الأحمر في 22 أبريل الوضع في اليمن بأنه «كارثي» ويتدهور يوما بعد آخر، حيث تعاني العاصمة صنعاء من انقطاع التيار الكهربائي وشح في ماء الشرب، وتحدث مدير العمليات في الشرق الأوسط في اللجنة الدولية للصليب الأحمر الدولي، روبرت مارديني، الذي عاد توا من اليمن، عن رؤيته لعشرات الجثث في شوارع عدن، وقال إن ما معدله نحو خمسين قتيلا كانوا يسقطون كل يوم منذ بدء العملية الحربية في اليمن آواخر شهر مارس.
في 19 يونيو حذرت الأمم المتحدة من أزمة إنسانية في اليمن مع استمرار القتال وعدم توصل الأطراف إلى هدنة إنسانية تسمح لقوافل المساعدات الإنسانية بدخول البلاد، وقالت المنظمة إنها بحاجة إلى 1.6 مليار دولار كمساعدات لليمن خلال العام الحالي. وأطلق نائب أمين الشؤون الإنسانية في الأمم المتحدة ستيفن أوبراين نداء استغاثة لتقديم العون للشعب اليمني. وقال أوبراين «الشعب في كافة أرجاء اليمن يكافح للحصول على الطعام كما أن الخدمات الاساسية تنهار في العديد من المناطق.» ولم يتم حتى الآن تقديم سوى 200 مليون دولار من المبالغ التي تعهد المجتمع الدولي بتقديمها في السابق، ولم تقدم السعودية المبلغ الذي تعهد به الملك سلمان وهو 540 مليون دولار، ما يعادل 3 مليار ريال سعودي.

### الأمن الغذائي
بنهاية يونيو بلغ عدد السكان المحتاجين للمساعدة الإنسانية 21.1 مليون شخصاً أي ما يعادل 80% من إجمالي سكان اليمن، بينهم 12.2 مليون مواطن متضررون مباشرة من النزاع، ومليون شخص نازحين داخلياً وذلك حسب تقرير أصدره مكتب الأمم المتحدة لتنسيق الشؤون الإنسانية.
في 19 أغسطس حذرت منظمة الأغذية والزراعة التابعة للأمم المتحدة من «تفاقم المجاعة» في اليمن، حيث يعاني أكثر من 1.2 مليون طفل من سوء التغذية الحاد المعتدل كما يعاني أكثر من نصف مليون طفل من سوء التغذية الحاد، وكان مبعوث الأمم المتحدة إلى اليمن إسماعيل ولد الشيخ أحمد قد صرح بأن «اليمن على بعد خطوة واحدة من المجاعة»، وأظهرت دراسة لبرنامج الأغذية العالمي أن ما يقرب من 13 مليون شخص يواجهون انعدام الأمن الغذائي، بينهم 6 ملايين يعانون من انعدام الأمن الغذائي الشديد، وهم في حاجة ماسة إلى المساعدات الخارجية، وهذا يعني أن واحد من كل خمسة أشخاص من سكان اليمن يعجزون عن تدبير قوتهم اليومي. ويعد نحو 1.3 مليون نازح داخلياً في البلاد هم الأشد معاناة من انعدام الأمن الغذائي.
ووفقاً لتحليل التصنيف المرحلي المتكامل لحالة الأمن الغذائي والاوضاع الإنسانية الذي قام به برنامج الأغذية العالمي، تم تصنيف عشرة من أصل 22 محافظة في اليمن الآن بأنها تعاني انعدام الأمن الغذائي الذي يصل إلى مستوى «الطوارئ» وهي: صعدة، وعدن، وأبين، وشبوة، وحجة، والحديدة، وتعز، ولحج، والضالع، والبيضاء.
وهناك ملايين معرضون لانعدام الأمن الغذائي الشديد، ويمكن أن يصلوا بسهولة لمستوى الطوارئ ما لم يحدث تحسن كبير في توافر الغذاء وإمكانية الوصول إليه بأسعار يستطيع غالبية الناس تحملها.
ويعتبر نقص مياه الشرب مشكلة حرجة. فقد تضاعف سعر المياه في مدينة صنعاء ثلاث مرات منذ بداية النزاع نتيجة تعطل أنظمة الضخ بسبب عدم وجود وقود الديزل[ ؟ ].

### الاحتياجات المالية
| الاحتياج | المبلغ مليون دولار $ |
| --- | -------------------- |
| أمن غذائي | 805,9                |
| المأوى، مواد غير غذائية، مخيم التنسيق وإدارة المخيم | 159,4                |
| الصحة | 151,8                |
| الحماية | 125,0                |
| المياه والصرف الصحي والنظافة | 102,5                |
| التغذية | 76,9                 |
| الإنعاش المبكر - إعادة الإعمار | 48,5                 |
| الخدمات اللوجستية | 39,8                 |
| التعليم | 30,0                 |
| حماية الطفل | 26,9                 |
| العنف القائم على النوع الاجتماعي | 10,6                 |
| التنسيق | 8,8                  |
| الاتصالات في حالات الطوارئ | 2,1                  |
| المبلغ الإجمالي | 1.600                |
| متطلبات عام 2015: 757,7 مليون دولار $ "حرجة" احتياجات. 777,8 مليون دولار احتياجات "أولوية قصوى" وبالإضافة إلى ذلك (بتمويل بالفعل): 65,3 مليون $ احتياجات ما قبل الأزمة |                      |

دعت منظمات الإغاثة الإنسانية التابعة للأمم المتحدة إلى توفير أكثر من مليار وستمئة مليون دولار لانتشال اليمن من أزمة مدمرة زجت بالبلاد في حالة انعدام أمن غذائي حادة وتركتها على حافة كارثة إنسانية شاملة.
وقال وكيل الأمين العام للشؤون الإنسانية ومنسق الإغاثة في حالات الطوارئ، ستيفن أوبراين، خلال إطلاق النداء البالغ 1.66 مليار دولار في جنيف في 19 يونيو، إنه وسط ارتفاع حدة القتال في أنحاء اليمن، تخيم على البلاد أزمة إنسانية كارثية في ظل معاناة الأسر في البحث عن الطعام وانهيار الخدمات الأساسية في جميع المناطق.
وأضاف «لم يعد بإمكان الملايين من الأسر الحصول على المياه الصالحة للشرب والصرف الصحي المناسب، أو الرعاية الصحية الأساسية،» محذرا من انتشار «الأمراض الفتاكة مثل حمى الضنك والملاريا، وانخفاض الإمدادات اللازمة لرعاية الصدمات الحادة إلى مستويات مثيرة للقلق.»
ووفقا لدراسة جديدة صدرت مؤخرا عن منظمة الأغذية والزراعة بالأمم المتحدة، وبرنامج الأغذية العالمي، ووزارة التخطيط والتعاون الدولي، نيابةً عن الشركاء الفنيين الآخرين، أن ستة ملايين يمني على الأقل يعانون انعدام الأمن الغذائي الشديد وفي حاجة ماسة إلى المساعدات الغذائية الطارئة والمساعدات المنقذة للحياة في اليمن – وهي زيادة حادة مقارنةً بالربع الأخير من عام 2014.
وسوف يسعى النداء المعدل إلى توفير الحماية الضرورية والمساعدة المنقذة للحياة، بما في ذلك الغذاء والماء والمأوى، للفئات الأكثر ضعفا في اليمن، أي ما يقدر ب 11.7 مليون شخص.
وأضاف أدواردز، «وبالإضافة إلى شح الغذاء فإن مخزون الوقود وصل إلى مستوى خطير، مما أدى إلى تقنين الكهرباء للخدمات الأساسية مثل ضخ المياه وإجبار المنشآت الصحية على الإغلاق.»

## النازحين

### في الداخل
| الفترة منذ 26 مارس                                                                         | القتلى             | الجرحى | النازحين  | لاجئين في الخارج |
| ------------------------------------------------------------------------------------------ | ------------------ | ------ | --------- | ---------------- |
| 1 أبريل                                                                                    | 519                | 1,699  |           |                  |
| 11 أبريل                                                                                   | 736                | 2,719  | 121,275   |                  |
| 1 مايو                                                                                     | 1,278              | 5,210  | 300,000   | 12,300           |
| 1 يونيو                                                                                    | 2,288              | 9,755  | 1,019,762 | 26,200           |
| 1 يوليو                                                                                    | 3,261              | 15,811 | 1,267,590 | 38,000           |
| 1 أغسطس                                                                                    | 4,255              | 21,288 | 1,300,000 |                  |
| 1 سبتمبر                                                                                   | 4,855              | 24,971 | 1,439,118 |                  |
| 1 أكتوبر                                                                                   | 5,248              | 26,191 | 1,500,000 | 250,000          |
| 14 أكتوبر                                                                                  | 5,604              | 26,703 | 2,305,048 |                  |
| 1 نوفمبر                                                                                   | 5,723 (2,615 مدني) | 26,969 |           |                  |
| بالإضافة إلى 330,000 مشردين داخليا من قبل التدخل، وأيضاً 250,000 لاجئين في اليمن من الصومال |                    |        |           |                  |

بلغ عدد النازحين في اليمن ما يقارب 250,000 نازح حتى منتصف أبريل،  وحتى منتصف شهر مايو أجبر الصراع أكثر من 500,000 شخص على النزوح،  وبحلول شهر يونيو 2015 كان أكثر من مليون قد نزحوا داخل اليمن، بسبب الحرب وأعمال العنف وبسبب الغارات الجوية للتحالف العربي. وبحلول أغسطس كان عدد النازحين قد بلغ 1,300,000 نازح. وبلغ العدد 1,439,118 نازح حتى سبتمبر 2015،  وقالت المفوضية العليا للأمم المتحدة لشؤون اللاجئين أن ما يقرب من 1.5 مليون شخص فروا من مناطقهم إلى مناطق أخرى داخل اليمن، وأوضاعهم صعبة وهم في حاجة إلى مساعدات طارئة، فيما قال رئيس الصليب الأحمر الدولي إن حدة الصراع في خمسة أشهر فقط جعلت من اليمن يبدو مثل سوريا بعد خمس سنوات.
بحلول 14 أكتوبر بلغ عدد النازحين داخل اليمن 2,305,048 نازح بحسب منظمة الهجرة الدولية. يضاف إليهم 40 ألف نازح على الأقل، تسبب بنزوحهم «إعصار تشابالا» في مطلع نوفمبر في أرخبيل سقطرى وحضرموت وشبوة، ويذكر أن سقطرى وحضرموت والمهرة[ ؟ ] هي المناطق الوحيدة في اليمن التي لم تصلها نيران الحرب الأهلية، بالإضافة إلى أجزاء من شبوة.
بسبب تحكم قوات التحالف العربي بممرات اليمن البرية والجوية والبحرية، بهدف منع وصول إمدادات عسكرية لقوات «صالح والحوثي» التي بدورها تغلق منافذ برية أخرى، فإن هذه الأسباب تصد أبواب الهجرة[ ؟ ] أمام كثير من اليمنيين وتمنعهم من الرحيل خصوصا بعد تفاقم الأوضاع المعيشية وتصاعد وتيرة العنف في مختلف مناطق البلاد. حيث يسافر اليمنيين الفارين من الحرب عبر طريق جوي تجاري واحد، من صنعاء إلى العاصمة الأردنية عمان، فيما تخضع هذه الرحلة الوحيدة لتفتيش في مطار بيشة المحلي في السعودية، وأن تمكن شخص من الحصول على تذكرة للسفر يصل سعرها إلى 700 دولار، فلن يصل موعدها إلا بعد عدة أسابيع. في حين يسافر آخرون براً عبر الحدود اليمنية السعودية شمالاً عبر منفذ الوديعة، ولكن اليمنيون في المحافظات التي تشهد حروباً لا يتمكنون من الوصول إلى صنعاء أو شمال اليمن للخروج إلى السعودية.
وبقي الملاذ الوحيد لمن يعانون ويلات الحرب في عدن والمحافظات المجاورة هو الفرار عن طريق البحر أملاً في الوصل بسلام إلى جيبوتي،  أو الصومال، عن طريق البحر في صوماليلاند. حيث بلغت تكلفة الرحلة من عدن حوالي 500 دولار.
فيما يفر سكان مدينة تعز التي تشهد معارك طاحنة عبر ميناء المخا الذي يشهد موجات نزوح واسعة مع اشتداد المعارك، حيث يهاجر ما يقرب من 400 شخص يومياً عبر قوارب وسفن متوسطة، وتصل تكلفة تهريب الفرد الواحد إلى الصومال حوالي 50 دولار لمدة 16 ساعة، وإلى جيبوتي حوالي 90 دولار لمدة 12 ساعة.
نزوح اليمنيين إلى منطقة القرن الإفريقي التي تعاني من أزمات اللاجئين على نطاق واسع، يعني أن هؤلاء اللاجئين يواجهون العديد من المخاطر حتى بعد نجاحهم في الوصول إلى هذه الدول المنتجة للاجئين الذين أعتادو أختيار اليمن كملجأ لهم، حيث يوجد في اليمن ما يقارب 250 ألف لاجئ في اليمن الغالبية العظمى منهم قدموا من الصومال.
فر أكثر من 121,000 شخص من اليمن إلى البلدان المجاورة منذ مارس حتى أكتوبر 2015.
بلغ عدد اللاجئين اليمنيين في دول الجوار حتى أكتوبر 2015 حوالي 52 ألفاً، بالإضافة إلى 30 ألف صومالي فروا من اليمن، وأستقبلت السعودية حوالى 40 ألف يمني، وجيبوتي 12 ألف يمني، وسلطنة عمان خمسة آلاف يمني، والصومال حوالي ثلاثة آلاف يمني ونحو 26 ألف صومالي. واستقبلت إثيوبيا ألف يمني من بين حوالي 11 ألف و700 لاجئ من جنسيات أخرى، فيما هرب إلى السودان خمسة آلاف لاجئ بينهم 626 يمنياً.

### في الخارج
| التاريخ       | الوصول | الوصول    | الوصول  | الوصول     | مجموع   | المصدر          |
| التاريخ       | جيبوتي | أرض البنط | الصومال | صوماليلاند | مجموع   | المصدر          |
| ------------- | ------ | --------- | ------- | ---------- | ------- | --------------- |
| 30 أبريل 2015 | 8.896  | 2.285     |         | 1.125      | >12.300 |                 |
| 28 مايو 2015  | 14.410 | 8.452     | 95      | 3.332      | >26.200 | [ 393 ] [ 394 ] |
| 4 يونيو 2015  | 16.801 | 8.635     | 95      | 3.714      | ~30.000 | [ 395 ]         |
| 11 يونيو 2015 | 18.129 | 10.485    |         | 3.944      | >32.000 | [ 396 ]         |
| 18 يونيو 2015 | 18.807 | 12.588    |         | 4.701      | >36.000 | [ 397 ]         |
| 25 يونيو 2015 | 19.752 | 12.968    |         | 5.418      | >38.000 | [ 398 ]         |

استقبلت جيبوتي العديد من اللاجئين اليمنيين منذ بدء الحرب في اليمن، وذلك عبر مضيق باب المندب. وأيضاً فر آخرون إلى الصومال، عن طريق البحر في صوماليلاند.
| الهدف البلد:                            | عدد (اللاجئين والعائدين وآخرين) |
| --------------------------------------- | ------------------------------- |
| جيبوتي                                  | 20.295                          |
| الصومال                                 | 23.418                          |
| سلطنة عمان                              | 5.000                           |
| السعودية                                | 1.475                           |
| إثيوبيا                                 | 1.187                           |
| السودان                                 | 271                             |
| المجموع: 51646 (التاريخ: 10 يوليو 2015) |                                 |

## إجلاء الرعايا الأجانب
| بلد الوصول | العدد  | تركيبة الجنسية                                     | بلد الوصول | العدد  | تركيبة الجنسية                                    |
| ---------- | ------ | -------------------------------------------------- | ---------- | ------ | ------------------------------------------------- |
| جيبوتي     | 20.832 | 46,01 % يمنيين 45,46 % جنسيات أخرى 8,53 % جيبوتيين | الصومال    | 23.481 | 89,61 % صوماليين 9,43 % يمنيين 0,96 % جنسيات أخرى |
| السودان    | 1.456  | 77,64 % جنسيات أخرى 21,76 % يمنيين 0,60 % سودانيين | إثيوبيا    | 3.419  | 95,88 % أثيوبيين 3,54 % جنسيات أخرى 0,58 % يمنيين |

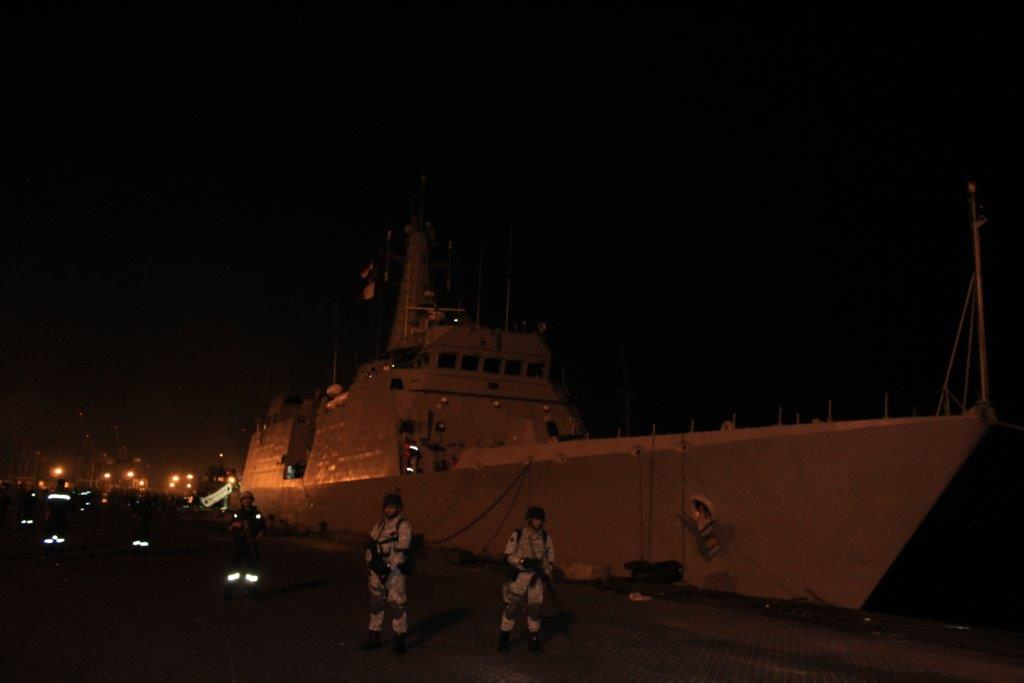
سفينة "آي إن إي سوميترا"، التابعة لأسطول البحرية الهندية في ميناء عدن.

أجلت القوات البحرية الملكية السعودية الدبلوماسيون التابعين للأمم المتحدة من عدن إلى جدة في 28 مارس. وأرسلت باكستان في 29 مارس طائرتان لإجلاء المواطنين الباكستانيين من اليمن حيث أجلت الطائرتان 500 باكستاني. وتم اجلاء العديد من موظفي الأمم المتحدة والدبلوماسيين العرب في أعقاب الغارات الجوية التي تنفذها عملية عاصفة الحزم. وفي 31 مارس تمكنت الهند من إجلاء 360 مواطن هندي من العالقين في اليمن في «عملية راهات» التي أستمرت طوال ليل الثلاثاء، بالإضافة إلى رعايا دول أخرى مثل مصر.
تمكنت الصين من اجلاء الرعايا الصينيين من اليمن في 29 مارس عبر فرقاطة صواريخ رست في عدن. وأنتشر جنود على الشاطئ في 2 أبريل لحراسة إجلاء المدنيين من المدينة. وتم إجلاء مئات من الصينيين وغيرهم من الأجانب، على متن الفرقاطة في أول عملية من نوعها التي يقوم بها الجيش الصيني. وأعلنت الفلبين عن إجلاء 240 فلبينيا من اليمن عبر الحدود اليمنية السعودية في منطقة جازان.
وقالت وزارة خارجية إثيوبيا أنها ستنقل مواطنيها من اليمن جواً إذا طلبوا إجلاؤهم. يذكر أنه كان هناك أكثر من 50,000 أثيوبياً يعيشون ويعملون في اليمن.

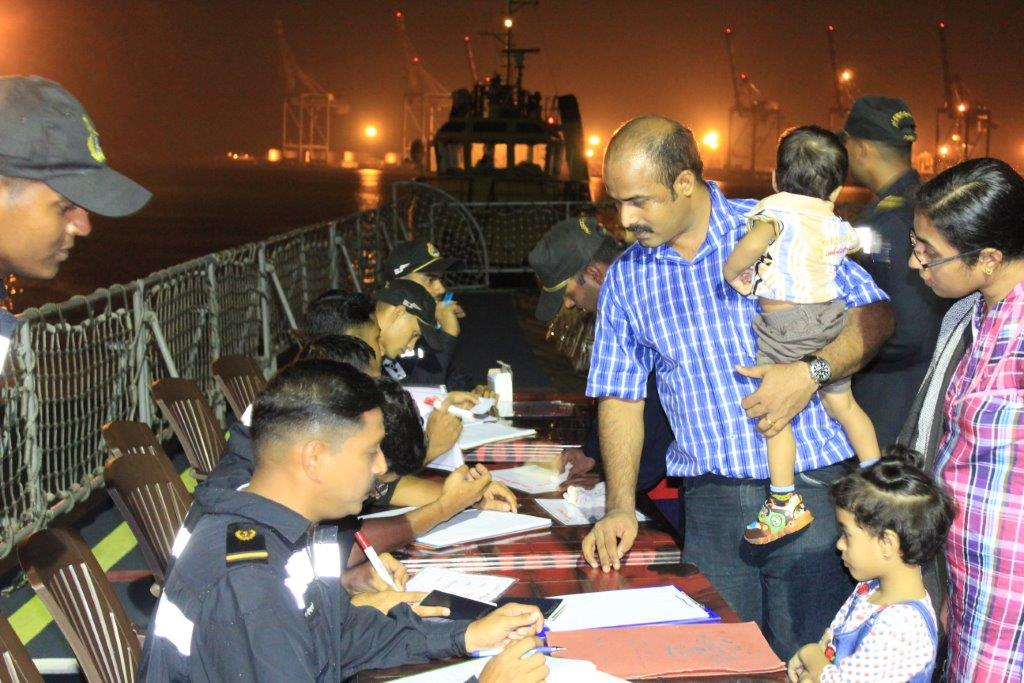
رعايا الهند بعد اجلائهم

## ردود الفعل

### في اليمن

#### مؤيدة
- التجمع اليمني للإصلاح: في 3 أبريل أعلن الحزب تأييده لعملية "عاصفة الحزم" العسكرية،[415] وحمل الحوثيين وحلفائهم كامل المسؤولية عن كافة النتائج المترتبة على هذه العملية".[416] وكان حزب الإصلاح قد اكتفى بالتعبير عن أسفه " لما آلت إليه الأوضاع في اليمن نتيجة لإخفاق الأحزاب والمكونات السياسية في التوصل إلى حلول سياسية بسبب إصرار بعض الأطراف للجوء إلى استخدام القوة لحل الخلافات القائمة".[417] وبعد ذلك تعرض المئات من قادة الحزب وأفراده لحملة اعتقالات واختطافات من قبل الحوثيون وأنصار علي صالح.[418][419]
- قبائل مأرب: عبرت قبائل مأرب عن تأييدها لعملية «عاصفة الحزم» بقيادة المملكة العربية السعودية لإنهاء الانقلاب على الشرعية الدستورية واستعادة الدولة اليمنية.[420]
- جماعات مناهضة للحوثيين، وخاصة السنة في جنوب اليمن وشماله أيدوا العمليات العسكرية ضد الحوثيون وأنصار صالح، إلا أنهم لا يرغبون في عودة هادي باعتباره تخلى عن صنعاء للحوثيين بدون قتال.[421]
- حزب المؤتمر الشعبي العام (جناح عبد ربه منصور هادي):

#### معارضة
- أنصار الله الحوثيون: قال عضو المكتب السياسي لأنصار الله (الحوثيون) محمد البخيتي إن العملية العسكرية التي تجري في صنعاء ستجر إلى مواجهة شاملة، ووصف البخيتي العمليات بأنها إعلان حرب على اليمن وأنها ستواجه.[422]
- حزب المؤتمر الشعبي العام (جناح علي عبد الله صالح): عبرت اللجنة العامة في 27 مارس عن رفضها للاعتداء على الجمهورية اليمنية والعاصمة صنعاء عاصمة كل اليمنيين ورمز تاريخهم باعتبار أن ما يجري هو شان داخلي ونتيجة لصراع على السلطة بين بعض الأطراف ولا علاقة للمؤتمر الشعبي العام به من قريب أو بعيد.[423]

### ردود الفعل الدولية
| اليمن والحوثيون المهاجمون "دول التحالف" بلدان محايدة | داعمي الحوثيين مؤيدي المهاجمين لا تفاعل |

مؤيدة
أعربت جامعة الدول العربية ومنظمة التعاون الإسلامي  ورابطة العالم الإسلامي  عن دعمها للعمليات ضد الحوثيين في اليمن،  وأعربت مصر عند دعمها ورغبتها بالمشاركة بقوة جوية وبحرية مصرية، وبرية إذا ما لزم الأمر،  أعلنت الولايات المتحدة دعمها للعملية،  ومشاركتها بالدعم الاستخباراتي، دون العمل العسكري المباشر.
مؤيدة
أعربت كل من السودان  والمغرب  وفلسطين  ولبنان  وليبيا  وتونس  وجيبوتي  والصومال  وموريتانيا  وأفغانستان  عن دعمها للعملية العسكرية ولاستجابة دول الخليج لطلب الرئيس هادي لدعم الشرعية، وحتى استعادة اليمن استقراره ووحدته. وأعربت كل من بريطانيا وفرنسا  وتركيا وبلجيكا  وألمانيا وباكستان  وغينيا  والسنغال  وماليزيا  وكندا  وإسبانيا  وبنغلاديش  عن دعمها للعمليات العسكرية بقيادة السعودية في اليمن.
محايدة
- الجزائر: قال وزير الخارجية الجزائري رمطان لعمامرة، إن بلاده متمسكة بالحلول السلمية في اليمن.[448]
- الاتحاد الأوروبي: أتهم الإتحاد الأوروبي الحوثيون باتخاذ خطوات غير مقبولة، وطالب بالعودة إلى المفاوضات، وأعرب عن دعمه لجهود الأمم المتحدة.[449]
- باكستان: قرر البرلمان الباكستاني التزام الحياد في النزاع الدائر في اليمن، مبرراً ذلك بأن باكستان تريد أن يكون بمقدورها القيام بدور دبلوماسي فعال لإنهاء الأزمة.[450] وقال وزير الدفاع الباكستاني إن بلاده لم تعد بتقديم دعم عسكري ضد الحوثيين، وتعهد بالدفاع عن السعودية في مواجهة أي تهديد لسلامتها.[451]
- روسيا: دعت روسيا لوقف جميع الأعمال القتالية،[452] وأعربت عن استعدادها للمساهمة في تسوية الأزمة اليمنية. وتقدمت روسيا بمذكرة للأمم المتحدة تطلب فيها تعليق عملية عاصفة الحزم وتطبيق «وقفات إنسانية»، لإجلاء المدنيين وإيصال المساعدات الإنسانية.[453]
- اليابان: أعربت الخارجية اليابانية عن تفهمها لأسباب الحملة العسكرية ضد جماعة الحوثي، وقال المتحدث باسم وزارة الخارجية اليابانية إن بلاده تدعم جهود الحوار بين الأطراف السياسية اليمنية، وأعرب عن أمله بأن تنجح الجهود المبذولة أقليمياً لتخفيف التوتر في اليمن.[454]

دول معارضة
- الصين: أعربت الصين عن معارضتها للعملية، وقالت إنها «قلقة للغاية» من تدهور الوضع في اليمن، ودعت كل الأطراف إلى الالتزام بقرارات مجلس الأمن الدولي الخاصة باليمن، وحل النزاع عن طريق الحوار.[455]
- إيران: نددت وزارة الخارجية الإيرانية، بالغارات الجوية في اليمن، ووصفتها بـ«الهجوم الخطير والمغاير للقوانين والأعراف الدولية». وبحث وزير الخارجية الإيرانية مع نظيره الأمريكي موضوع اليمن في مدينة لوزان السويسرية على هامش المفاوضات حول ملف طهران النووي.[456]
- العراق: دعى العراق، إلى وقف عاصفة الحزم، معرباً عن قلقة وطالب المجتمع الدولي بانقاذ الشعب اليمني.[457] وقالت الخارجية العراقية أن التدخل العسكري في اليمن يؤدي إلى تعقيد الأوضاع أكثر من السابق ولا يسمح بتبني الحلول السياسية في الظروف المعقدة القائمة.[458]
- الجمهورية العربية السورية: وصفت السلطات السورية العملية بـ«العدوان السافر» وأعربت عن قلقها العميق تجاه التطورات الخطيرة في اليمن، ودعت وزارة المغتربين جميع الأطراف اليمنية إلى الحوار للتوصل إلى حل سياسي يلبي إرادة وتطلعات الشعب اليمني.[459][460]

### المنظمات الدولية
مجلس الأمن
في 14 أبريل 2015، أقر مجلس الأمن الدولي، قرار تحت البند السابع بأغلبية 14 صوتا مع امتناع روسيا عن التصويت، ونص القرار على فرض عقوبات تمثلت في تجميد أرصدة وحظر السفر للخارج، طالت زعيم الحوثيين عبد الملك الحوثي، وأحمد علي عبد الله صالح نجل الرئيس السابق، والقائد السابق للحرس الجمهوري اليمني، المتهمين بـ«تقويض السلام والأمن والاستقرار» في اليمن. ويذكر أن مجلس الأمن أدرج علي عبد الله صالح واثنين من قادة الحوثيين هما عبد الخالق الحوثي وعبد الله يحيى الحكيم على قائمة العقوبات الدولية في نوفمبر 2014.
ويشمل حظر توريد الأسلحة والعتاد ووسائل النقل العسكرية، الأشخاص الخمسة المذكورين (صالح ونجله وقادة الحوثيين الثلاثة)، وكافة الأطراف التي تعمل لصالحهم أو تنفيذاً لتعليماتهم في اليمن، وذلك في إشارة إلى أنصار حركة الحوثيين والجنود الموالين لصالح.
وطالب القرار الدول المجاورة بتفتيش الشحنات المتجهة إلى اليمن في حال ورود اشتباه بوجود أسلحة فيها، وطالب الحوثيون بوقف القتال وسحب قواتهم من المناطق التي فرضوا سيطرتهم عليها بما في ذلك صنعاء. ويدعو نص القرار جميع الأطراف اليمنية إلى المشاركة في مؤتمر من المقرر عقده في العاصمة السعودية الرياض تحت رعاية مجلس التعاون الخليجي.
في سبتمبر 2017، قالت منظمة العفو الدولية إن التحالف العربي بقيادة السعودية ارتكب انتهاكات كبيرة بينها جرائم حرب خلال عملياته الجوية في اليمن. المنظمة ذكرت قيام التحالف بقصف مبنى سكني في صنعاء في شهر أغسطس 2017 نتج عنه مقتل 16 مدنيًا وإصابة آخرين. المنظمة الدولية قالت في تقريرها أيضًا إن التحالف العربي ارتكب انتهاكات جسيمة للقانون الدولي-بما في ذلك جرائم حرب-على مدى الشهور الثلاثين الماضية.
في نوفمبر 2017، أدانت منظمات دولية -الأمم المتحدة ومجلس الأمن و«العمل ضد الجوع» و«منظمة الإعاقة الدولية» و«أطباء العالم» و«أوكسفام» و«المجلس الدانماركي للاجئين» و«المجلس النرويجي للاجئين»-حصار التحالف العربي بقيادة السعودية لليمن وإغلاق جميع منافذ البلاد في وجه المساعدات الإنسانية. مجلس الأمن طالب التحالف العربي بوضع حد لحصار اليمن وحمّله مسؤولية مجاعة قد تحصل إذا ما استمر الإغلاق. المنظمات الدولية حذرت التحالف من زيادة وتيرة تفشي الكوليرا وأمراض أخرى إذا تأخر وصول المساعدات نتيجة الحصار.
نوفمبر 2017، تقدمت المنظمة العربية لحقوق الإنسان في بريطانيا بشكوى إلى محكمة الجنايات الدولية ضد الإمارات. المنظمة قالت إن الشكوى تتعلق باستخدام الإمارات أسلحة محرمة دوليًا ضد المدنيين في اليمن، واتباعها أسلوب الهجمات العشوائية الذي أدى إلى مقتل عدد كبير من المدنيين الأبرياء. المنظمة ذكرت أيضًا أن الإمارات أنشأت العديد من السجون العسكرية في اليمن ومارست فيها مختلف أنواع التعذيب الوحشي والمعاملة غير الإنسانية. الشكوى التي تقدمت بها المنظمة اتهمت الإمارات بتجنيد نحو1500 مرتزق من دول مثل تشيلي والسلفادور وكولومبيا وأستراليا وبنما، وهؤلاء ساهموا في جرائم الحرب التي ارتكبها التحالف العربي بقيادة السعودية والإمارات في حرب اليمن.
رفعت منظمتان غير حكوميتين دعوى قضائية في محكمة باريس الإدارية في أواخر سبتمبر 2021 تأمر فيها الجمارك الفرنسية بالكشف عن سجلاتها من أجل التحقيق في المعدات الحربية المصدرة إلى دول مثل الإمارات العربية المتحدة والمملكة العربية السعودية ، المتورطة في حرب اليمن. وفقًا لـ إي سي سي أتش آر ومنظمة العفو الدولية في فرنسا ‘ رفعت القضية بعد أن نفت الجمارك الفرنسية الكشف عن الوثائق المطلوبة في التحقيق حول صلات محتملة ببيع أسلحة في حرب اليمن وكانت شركة ديسكلوس شركة وسائل الإعلام الاستقصائية أيضًا واحدة من المدعين في القضية.
الصليب الاحمر
رئيس اللجنة الدولية للصليب الاحمر قال: ان «الوضع الإنساني كارثي في اقل تقدير، النزاع لا يوفر أي عائلة في اليمن، الناس يعيشون في ظروف مزرية والحالة تتراجع يوما بعد يوما، على العالم ان يفتح اعينه امام الذي يحصل». وأعرب عن قلقه إزاء الهجمات على المرافق الطبية والموظفين الإنسانيين في اليمن.
أطباء بلاحدود
استحال حياة المدنيين ويتفاقم نقص الماء والكهرباء في كافة أنحاء البلاد. فاليمن بلدٌ تعتمد كلياً على استيراد الوقود الذي يشغل محطات المياه والطاقة. وبدون الحصول على مياه نظيفة، يزداد احتمال تفشي الأوبئة. كما أن اليمنيين، الذين لا يتوفرون على وقود للسيارات، لا يستطيعون الفرار بسهولة من المناطق المتضررة جراء القتال وغياب الأمن، فيما لم يجد الكثير من سبيل سوى الهرب سيراً على الأقدام.
الأمم المتحدة
في نوفمبر 2017، قالت الأمم المتحدة إن قرار السعودية إغلاق معابر اليمن يعرقل وصول المساعدات إلى السكان المدنيين. الأمم المتحدة قالت إنها رحلاتها الجوية الإنسانية إلى اليمن تعطلت بفعل الحظر التي تفرضه السعودية، ما يعني عدم قدرة المنظمة الدولية على استكمال برنامج المساعدات الإغاثية للمدنيين في مناطق النزاع المسلح في البلاد. الأمم المتحدة قالت أيضًا إنها كانت تنتظر من السعودية فتح منافذ إضافية للعمل الإنساني ولكنها قامت بدلًا من ذلك بإغلاق المنافذ الأساسية ما يؤدي إلى كارثة إنسانية كبيرة.

## وصلات خارجية
- بي دي إف  «ما الهدف العسكري الذي كان في بيت أخي؟: غارات التحالف الجوية غير القانونية في اليمن» - تقرير لهيومن رايتس ووتش.